# Llista d'asteroides (457001-458000)
Llista d'asteroides del 457.001 al 458.000, amb data de descoberta i descobridor. És un fragment de la llista d'asteroides completa. Als asteroides se'ls dona un número quan es confirma la seva òrbita, per tant apareixen llistats aproximadament segons la data de descobriment.

## 457001–457100
| Nom    | Designació provisional | Data de descobriment   | Lloc de descobriment | Descobridor/s     |
| ------ | ---------------------- | ---------------------- | -------------------- | ----------------- |
| 457001 | 2008 CN54              | 7 de febrer de 2008    | Catalina             | CSS               |
| 457002 | 2008 CV70              | 19 de desembre de 2007 | Mount Lemmon         | Mt. Lemmon Survey |
| 457003 | 2008 CU76              | 6 de febrer de 2008    | Catalina             | CSS               |
| 457004 | 2008 CZ76              | 6 de febrer de 2008    | Catalina             | CSS               |
| 457005 | 2008 CN77              | 14 de gener de 2008    | Kitt Peak            | Spacewatch        |
| 457006 | 2008 CO80              | 7 de febrer de 2008    | Kitt Peak            | Spacewatch        |
| 457007 | 2008 CX82              | 7 de febrer de 2008    | Kitt Peak            | Spacewatch        |
| 457008 | 2008 CA83              | 7 de febrer de 2008    | Kitt Peak            | Spacewatch        |
| 457009 | 2008 CB87              | 7 de febrer de 2008    | Mount Lemmon         | Mt. Lemmon Survey |
| 457010 | 2008 CO87              | 7 de febrer de 2008    | Mount Lemmon         | Mt. Lemmon Survey |
| 457011 | 2008 CY92              | 8 de febrer de 2008    | Kitt Peak            | Spacewatch        |
| 457012 | 2008 CZ92              | 8 de febrer de 2008    | Kitt Peak            | Spacewatch        |
| 457013 | 2008 CY109             | 15 de març de 2004     | Kitt Peak            | Spacewatch        |
| 457014 | 2008 CT115             | 10 de febrer de 2008   | Catalina             | CSS               |
| 457015 | 2008 CY116             | 1 de gener de 2008     | Mount Lemmon         | Mt. Lemmon Survey |
| 457016 | 2008 CZ119             | 7 de febrer de 2008    | Mount Lemmon         | Mt. Lemmon Survey |
| 457017 | 2008 CN120             | 6 de febrer de 2008    | Catalina             | CSS               |
| 457018 | 2008 CT120             | 6 de febrer de 2008    | Catalina             | CSS               |
| 457019 | 2008 CL123             | 7 de febrer de 2008    | Mount Lemmon         | Mt. Lemmon Survey |
| 457020 | 2008 CP131             | 20 de gener de 2008    | Mount Lemmon         | Mt. Lemmon Survey |
| 457021 | 2008 CL134             | 30 de desembre de 2007 | Mount Lemmon         | Mt. Lemmon Survey |
| 457022 | 2008 CX137             | 8 de febrer de 2008    | Kitt Peak            | Spacewatch        |
| 457023 | 2008 CP141             | 8 de febrer de 2008    | Kitt Peak            | Spacewatch        |
| 457024 | 2008 CZ142             | 8 de febrer de 2008    | Kitt Peak            | Spacewatch        |
| 457025 | 2008 CQ144             | 9 de febrer de 2008    | Kitt Peak            | Spacewatch        |
| 457026 | 2008 CG145             | 9 de febrer de 2008    | Kitt Peak            | Spacewatch        |
| 457027 | 2008 CQ146             | 20 de novembre de 2007 | Mount Lemmon         | Mt. Lemmon Survey |
| 457028 | 2008 CY148             | 15 de gener de 2008    | Mount Lemmon         | Mt. Lemmon Survey |
| 457029 | 2008 CD159             | 9 de febrer de 2008    | Catalina             | CSS               |
| 457030 | 2008 CH160             | 9 de febrer de 2008    | Kitt Peak            | Spacewatch        |
| 457031 | 2008 CD166             | 1 de febrer de 2008    | Mount Lemmon         | Mt. Lemmon Survey |
| 457032 | 2008 CZ169             | 12 de febrer de 2008   | Mount Lemmon         | Mt. Lemmon Survey |
| 457033 | 2008 CU172             | 13 de febrer de 2008   | Kitt Peak            | Spacewatch        |
| 457034 | 2008 CA179             | 6 de febrer de 2008    | Catalina             | CSS               |
| 457035 | 2008 CM181             | 13 de febrer de 2008   | Anderson Mesa        | LONEOS            |
| 457036 | 2008 CT186             | 2 de febrer de 2008    | Catalina             | CSS               |
| 457037 | 2008 CB191             | 2 de febrer de 2008    | Kitt Peak            | Spacewatch        |
| 457038 | 2008 CT193             | 8 de febrer de 2008    | Kitt Peak            | Spacewatch        |
| 457039 | 2008 CV196             | 7 de febrer de 2008    | Kitt Peak            | Spacewatch        |
| 457040 | 2008 CR199             | 13 de febrer de 2008   | Mount Lemmon         | Mt. Lemmon Survey |
| 457041 | 2008 CW201             | 9 de febrer de 2008    | Mount Lemmon         | Mt. Lemmon Survey |
| 457042 | 2008 CT203             | 12 de febrer de 2008   | Kitt Peak            | Spacewatch        |
| 457043 | 2008 CV203             | 12 de febrer de 2008   | Kitt Peak            | Spacewatch        |
| 457044 | 2008 CA206             | 31 de desembre de 2007 | Kitt Peak            | Spacewatch        |
| 457045 | 2008 CT214             | 12 de febrer de 2008   | Mount Lemmon         | Mt. Lemmon Survey |
| 457046 | 2008 DD4               | 18 de febrer de 2008   | Mount Lemmon         | Mt. Lemmon Survey |
| 457047 | 2008 DQ10              | 10 de gener de 2008    | Mount Lemmon         | Mt. Lemmon Survey |
| 457048 | 2008 DY10              | 11 de gener de 2008    | Kitt Peak            | Spacewatch        |
| 457049 | 2008 DN17              | 24 de febrer de 2008   | Kitt Peak            | Spacewatch        |
| 457050 | 2008 DJ25              | 28 de febrer de 2008   | Mount Lemmon         | Mt. Lemmon Survey |
| 457051 | 2008 DJ27              | 29 de febrer de 2008   | Mount Lemmon         | Mt. Lemmon Survey |
| 457052 | 2008 DH31              | 10 de gener de 2008    | Mount Lemmon         | Mt. Lemmon Survey |
| 457053 | 2008 DA49              | 29 de febrer de 2008   | Catalina             | CSS               |
| 457054 | 2008 DZ49              | 29 de febrer de 2008   | Mount Lemmon         | Mt. Lemmon Survey |
| 457055 | 2008 DT50              | 29 de febrer de 2008   | Kitt Peak            | Spacewatch        |
| 457056 | 2008 DV53              | 9 de gener de 2008     | Mount Lemmon         | Mt. Lemmon Survey |
| 457057 | 2008 DZ59              | 27 de febrer de 2008   | Kitt Peak            | Spacewatch        |
| 457058 | 2008 DN75              | 28 de febrer de 2008   | Mount Lemmon         | Mt. Lemmon Survey |
| 457059 | 2008 EG                | 1 de març de 2008      | Catalina             | CSS               |
| 457060 | 2008 ET3               | 18 de febrer de 2008   | Mount Lemmon         | Mt. Lemmon Survey |
| 457061 | 2008 EM5               | 2 de març de 2008      | Kitt Peak            | Spacewatch        |
| 457062 | 2008 EJ23              | 18 de febrer de 2008   | Mount Lemmon         | Mt. Lemmon Survey |
| 457063 | 2008 EC37              | 21 de novembre de 2007 | Mount Lemmon         | Mt. Lemmon Survey |
| 457064 | 2008 EX44              | 5 de març de 2008      | Kitt Peak            | Spacewatch        |
| 457065 | 2008 EZ44              | 2 de febrer de 2008    | Mount Lemmon         | Mt. Lemmon Survey |
| 457066 | 2008 EB45              | 5 de març de 2008      | Kitt Peak            | Spacewatch        |
| 457067 | 2008 ER47              | 5 de març de 2008      | Mount Lemmon         | Mt. Lemmon Survey |
| 457068 | 2008 EK49              | 27 de febrer de 2008   | Kitt Peak            | Spacewatch        |
| 457069 | 2008 EJ53              | 6 de març de 2008      | Mount Lemmon         | Mt. Lemmon Survey |
| 457070 | 2008 EG54              | 6 de març de 2008      | Mount Lemmon         | Mt. Lemmon Survey |
| 457071 | 2008 EP57              | 28 de febrer de 2008   | Kitt Peak            | Spacewatch        |
| 457072 | 2008 EM66              | 9 de març de 2008      | Mount Lemmon         | Mt. Lemmon Survey |
| 457073 | 2008 EO68              | 11 de març de 2008     | Catalina             | CSS               |
| 457074 | 2008 EE69              | 6 de març de 2008      | Kleť                 | Klet              |
| 457075 | 2008 EK72              | 6 de març de 2008      | Mount Lemmon         | Mt. Lemmon Survey |
| 457076 | 2008 EP77              | 28 de febrer de 2008   | Kitt Peak            | Spacewatch        |
| 457077 | 2008 EU82              | 9 de febrer de 2008    | Catalina             | CSS               |
| 457078 | 2008 EN90              | 11 de febrer de 2008   | Mount Lemmon         | Mt. Lemmon Survey |
| 457079 | 2008 EN92              | 3 de març de 2008      | Catalina             | CSS               |
| 457080 | 2008 EA96              | 6 de març de 2008      | Mount Lemmon         | Mt. Lemmon Survey |
| 457081 | 2008 EZ98              | 4 de març de 2008      | Catalina             | CSS               |
| 457082 | 2008 EE100             | 3 de març de 2008      | Kitt Peak            | Spacewatch        |
| 457083 | 2008 EE107             | 6 de març de 2008      | Mount Lemmon         | Mt. Lemmon Survey |
| 457084 | 2008 ER111             | 8 de març de 2008      | Kitt Peak            | Spacewatch        |
| 457085 | 2008 EA113             | 8 de març de 2008      | Kitt Peak            | Spacewatch        |
| 457086 | 2008 ES114             | 2 de febrer de 2008    | Mount Lemmon         | Mt. Lemmon Survey |
| 457087 | 2008 EV117             | 30 de gener de 2008    | Mount Lemmon         | Mt. Lemmon Survey |
| 457088 | 2008 EF121             | 28 de febrer de 2008   | Kitt Peak            | Spacewatch        |
| 457089 | 2008 ER123             | 30 de gener de 2008    | Mount Lemmon         | Mt. Lemmon Survey |
| 457090 | 2008 ET123             | 11 de gener de 2008    | Kitt Peak            | Spacewatch        |
| 457091 | 2008 EQ124             | 10 de març de 2008     | Mount Lemmon         | Mt. Lemmon Survey |
| 457092 | 2008 EH127             | 10 de març de 2008     | Kitt Peak            | Spacewatch        |
| 457093 | 2008 ER127             | 11 de març de 2008     | Kitt Peak            | Spacewatch        |
| 457094 | 2008 EL131             | 28 de febrer de 2008   | Kitt Peak            | Spacewatch        |
| 457095 | 2008 EW134             | 19 d'abril de 2004     | Kitt Peak            | Spacewatch        |
| 457096 | 2008 EL136             | 28 de febrer de 2008   | Kitt Peak            | Spacewatch        |
| 457097 | 2008 EU144             | 24 de febrer de 2008   | Kitt Peak            | Spacewatch        |
| 457098 | 2008 EB147             | 7 de març de 2008      | Nyukasa              | Nyukasa           |
| 457099 | 2008 EN147             | 1 de març de 2008      | Kitt Peak            | Spacewatch        |
| 457100 | 2008 ET151             | 8 de març de 2008      | Kitt Peak            | Spacewatch        |

## 457101–457200
| Nom    | Designació provisional | Data de descobriment   | Lloc de descobriment | Descobridor/s     |
| ------ | ---------------------- | ---------------------- | -------------------- | ----------------- |
| 457101 | 2008 EK152             | 10 de març de 2008     | Kitt Peak            | Spacewatch        |
| 457102 | 2008 EF157             | 15 de març de 2008     | Mount Lemmon         | Mt. Lemmon Survey |
| 457103 | 2008 EY157             | 1 de març de 2008      | Kitt Peak            | Spacewatch        |
| 457104 | 2008 EV160             | 1 de març de 2008      | Kitt Peak            | Spacewatch        |
| 457105 | 2008 EQ164             | 1 de març de 2008      | Kitt Peak            | Spacewatch        |
| 457106 | 2008 EJ167             | 8 de març de 2008      | Catalina             | CSS               |
| 457107 | 2008 FH1               | 12 de març de 2008     | Kitt Peak            | Spacewatch        |
| 457108 | 2008 FR6               | 8 de febrer de 2008    | Mount Lemmon         | Mt. Lemmon Survey |
| 457109 | 2008 FO11              | 8 de febrer de 2008    | Kitt Peak            | Spacewatch        |
| 457110 | 2008 FF12              | 11 de febrer de 2008   | Kitt Peak            | Spacewatch        |
| 457111 | 2008 FA13              | 1 de març de 2008      | Kitt Peak            | Spacewatch        |
| 457112 | 2008 FC13              | 26 de març de 2008     | Mount Lemmon         | Mt. Lemmon Survey |
| 457113 | 2008 FH13              | 26 de març de 2008     | Mount Lemmon         | Mt. Lemmon Survey |
| 457114 | 2008 FW15              | 26 de març de 2008     | Kitt Peak            | Spacewatch        |
| 457115 | 2008 FT16              | 10 de febrer de 2008   | Kitt Peak            | Spacewatch        |
| 457116 | 2008 FL19              | 21 d'octubre de 2006   | Mount Lemmon         | Mt. Lemmon Survey |
| 457117 | 2008 FS24              | 27 de març de 2008     | Kitt Peak            | Spacewatch        |
| 457118 | 2008 FZ26              | 27 de març de 2008     | Kitt Peak            | Spacewatch        |
| 457119 | 2008 FR27              | 27 de març de 2008     | Kitt Peak            | Spacewatch        |
| 457120 | 2008 FB30              | 30 de gener de 2008    | Mount Lemmon         | Mt. Lemmon Survey |
| 457121 | 2008 FS33              | 28 de març de 2008     | Mount Lemmon         | Mt. Lemmon Survey |
| 457122 | 2008 FP38              | 28 de març de 2008     | Kitt Peak            | Spacewatch        |
| 457123 | 2008 FV49              | 28 de març de 2008     | Mount Lemmon         | Mt. Lemmon Survey |
| 457124 | 2008 FS51              | 28 d'agost de 2005     | Kitt Peak            | Spacewatch        |
| 457125 | 2008 FF52              | 29 de febrer de 2008   | Kitt Peak            | Spacewatch        |
| 457126 | 2008 FJ52              | 24 de setembre de 2005 | Kitt Peak            | Spacewatch        |
| 457127 | 2008 FF58              | 28 de març de 2008     | Kitt Peak            | Spacewatch        |
| 457128 | 2008 FP58              | 28 de març de 2008     | Mount Lemmon         | Mt. Lemmon Survey |
| 457129 | 2008 FQ63              | 10 de març de 2008     | Mount Lemmon         | Mt. Lemmon Survey |
| 457130 | 2008 FB65              | 28 de març de 2008     | Kitt Peak            | Spacewatch        |
| 457131 | 2008 FB68              | 28 de març de 2008     | Mount Lemmon         | Mt. Lemmon Survey |
| 457132 | 2008 FA71              | 29 de març de 2008     | Mount Lemmon         | Mt. Lemmon Survey |
| 457133 | 2008 FG75              | 31 de març de 2008     | Mount Lemmon         | Mt. Lemmon Survey |
| 457134 | 2008 FB80              | 1 de març de 2008      | Kitt Peak            | Spacewatch        |
| 457135 | 2008 FN80              | 27 de març de 2008     | Mount Lemmon         | Mt. Lemmon Survey |
| 457136 | 2008 FD86              | 28 de març de 2008     | Mount Lemmon         | Mt. Lemmon Survey |
| 457137 | 2008 FA91              | 29 de març de 2008     | Mount Lemmon         | Mt. Lemmon Survey |
| 457138 | 2008 FW96              | 29 de març de 2008     | Kitt Peak            | Spacewatch        |
| 457139 | 2008 FK99              | 30 de març de 2008     | Kitt Peak            | Spacewatch        |
| 457140 | 2008 FF101             | 30 de març de 2008     | Kitt Peak            | Spacewatch        |
| 457141 | 2008 FG103             | 30 de març de 2008     | Kitt Peak            | Spacewatch        |
| 457142 | 2008 FP114             | 31 de març de 2008     | Mount Lemmon         | Mt. Lemmon Survey |
| 457143 | 2008 FT122             | 27 de març de 2008     | Mount Lemmon         | Mt. Lemmon Survey |
| 457144 | 2008 FL126             | 29 de març de 2008     | Kitt Peak            | Spacewatch        |
| 457145 | 2008 FV126             | 31 de març de 2008     | Mount Lemmon         | Mt. Lemmon Survey |
| 457146 | 2008 FE128             | 28 de març de 2008     | Kitt Peak            | Spacewatch        |
| 457147 | 2008 FZ129             | 28 de març de 2008     | Kitt Peak            | Spacewatch        |
| 457148 | 2008 FP130             | 30 de març de 2008     | Catalina             | CSS               |
| 457149 | 2008 FY132             | 30 de març de 2008     | Kitt Peak            | Spacewatch        |
| 457150 | 2008 FD133             | 30 de març de 2008     | Kitt Peak            | Spacewatch        |
| 457151 | 2008 FE133             | 20 de maig de 2004     | Campo Imperatore     | CINEOS            |
| 457152 | 2008 FQ133             | 28 de març de 2008     | Mount Lemmon         | Mt. Lemmon Survey |
| 457153 | 2008 FN134             | 30 de març de 2008     | Kitt Peak            | Spacewatch        |
| 457154 | 2008 FW136             | 29 de març de 2008     | Catalina             | CSS               |
| 457155 | 2008 GU                | 3 d'abril de 2008      | Socorro              | LINEAR            |
| 457156 | 2008 GS5               | 2 de febrer de 2008    | Kitt Peak            | Spacewatch        |
| 457157 | 2008 GT7               | 1 d'abril de 2008      | Kitt Peak            | Spacewatch        |
| 457158 | 2008 GW11              | 1 d'abril de 2008      | Kitt Peak            | Spacewatch        |
| 457159 | 2008 GY11              | 1 d'abril de 2008      | Kitt Peak            | Spacewatch        |
| 457160 | 2008 GF14              | 3 d'abril de 2008      | Mount Lemmon         | Mt. Lemmon Survey |
| 457161 | 2008 GP34              | 27 de març de 2008     | Mount Lemmon         | Mt. Lemmon Survey |
| 457162 | 2008 GV34              | 3 d'abril de 2008      | Mount Lemmon         | Mt. Lemmon Survey |
| 457163 | 2008 GJ38              | 3 d'abril de 2008      | Mount Lemmon         | Mt. Lemmon Survey |
| 457164 | 2008 GA44              | 4 d'abril de 2008      | Kitt Peak            | Spacewatch        |
| 457165 | 2008 GR52              | 9 de febrer de 2008    | Mount Lemmon         | Mt. Lemmon Survey |
| 457166 | 2008 GD57              | 28 de març de 2008     | Kitt Peak            | Spacewatch        |
| 457167 | 2008 GA67              | 6 d'abril de 2008      | Mount Lemmon         | Mt. Lemmon Survey |
| 457168 | 2008 GE67              | 6 d'abril de 2008      | Mount Lemmon         | Mt. Lemmon Survey |
| 457169 | 2008 GL69              | 29 de març de 2008     | Kitt Peak            | Spacewatch        |
| 457170 | 2008 GM69              | 18 de febrer de 2008   | Mount Lemmon         | Mt. Lemmon Survey |
| 457171 | 2008 GA73              | 4 de març de 2008      | Mount Lemmon         | Mt. Lemmon Survey |
| 457172 | 2008 GY73              | 7 d'abril de 2008      | Kitt Peak            | Spacewatch        |
| 457173 | 2008 GS80              | 17 de gener de 2007    | Mount Lemmon         | Mt. Lemmon Survey |
| 457174 | 2008 GA81              | 31 de març de 2008     | Mount Lemmon         | Mt. Lemmon Survey |
| 457175 | 2008 GO98              | 8 d'abril de 2008      | Kitt Peak            | Spacewatch        |
| 457176 | 2008 GF100             | 9 d'abril de 2008      | Kitt Peak            | Spacewatch        |
| 457177 | 2008 GC105             | 20 de novembre de 2006 | Kitt Peak            | Spacewatch        |
| 457178 | 2008 GU105             | 11 d'abril de 2008     | Catalina             | CSS               |
| 457179 | 2008 GX110             | 3 d'abril de 2008      | Catalina             | CSS               |
| 457180 | 2008 GD115             | 30 de març de 2008     | Kitt Peak            | Spacewatch        |
| 457181 | 2008 GF115             | 11 d'abril de 2008     | Kitt Peak            | Spacewatch        |
| 457182 | 2008 GW120             | 30 de març de 2008     | Catalina             | CSS               |
| 457183 | 2008 GZ123             | 13 d'abril de 2008     | Mount Lemmon         | Mt. Lemmon Survey |
| 457184 | 2008 GE124             | 14 d'abril de 2008     | Mount Lemmon         | Mt. Lemmon Survey |
| 457185 | 2008 GW124             | 11 de març de 2008     | Mount Lemmon         | Mt. Lemmon Survey |
| 457186 | 2008 GS137             | 7 d'abril de 2008      | Kitt Peak            | Spacewatch        |
| 457187 | 2008 GN139             | 4 d'abril de 2008      | Kitt Peak            | Spacewatch        |
| 457188 | 2008 GO143             | 2 de febrer de 2008    | Mount Lemmon         | Mt. Lemmon Survey |
| 457189 | 2008 GB144             | 3 d'abril de 2008      | Socorro              | LINEAR            |
| 457190 | 2008 GC144             | 10 de novembre de 2005 | Mount Lemmon         | Mt. Lemmon Survey |
| 457191 | 2008 GA146             | 14 d'abril de 2008     | Catalina             | CSS               |
| 457192 | 2008 HV                | 1 de febrer de 1995    | Kitt Peak            | Spacewatch        |
| 457193 | 2008 HS6               | 4 d'abril de 2008      | Catalina             | CSS               |
| 457194 | 2008 HN13              | 25 d'abril de 2008     | Kitt Peak            | Spacewatch        |
| 457195 | 2008 HQ16              | 25 d'abril de 2008     | Catalina             | CSS               |
| 457196 | 2008 HZ17              | 15 d'abril de 2008     | Mount Lemmon         | Mt. Lemmon Survey |
| 457197 | 2008 HJ22              | 26 d'abril de 2008     | Kitt Peak            | Spacewatch        |
| 457198 | 2008 HH25              | 14 d'abril de 2008     | Mount Lemmon         | Mt. Lemmon Survey |
| 457199 | 2008 HC39              | 26 d'abril de 2008     | Mount Lemmon         | Mt. Lemmon Survey |
| 457200 | 2008 HC44              | 28 de març de 2008     | Mount Lemmon         | Mt. Lemmon Survey |

## 457201–457300
| Nom    | Designació provisional | Data de descobriment   | Lloc de descobriment | Descobridor/s                     |
| ------ | ---------------------- | ---------------------- | -------------------- | --------------------------------- |
| 457201 | 2008 HQ44              | 27 d'abril de 2008     | Kitt Peak            | Spacewatch                        |
| 457202 | 2008 HV48              | 29 d'abril de 2008     | Kitt Peak            | Spacewatch                        |
| 457203 | 2008 HT55              | 29 d'abril de 2008     | Kitt Peak            | Spacewatch                        |
| 457204 | 2008 HL62              | 14 d'abril de 2008     | Mount Lemmon         | Mt. Lemmon Survey                 |
| 457205 | 2008 JA3               | 3 de maig de 2008      | Dauban               | Kugel, F.                         |
| 457206 | 2008 JM8               | 1 de maig de 2008      | Catalina             | CSS                               |
| 457207 | 2008 JL9               | 11 d'abril de 2008     | Mount Lemmon         | Mt. Lemmon Survey                 |
| 457208 | 2008 JK20              | 7 d'abril de 2008      | Mount Lemmon         | Mt. Lemmon Survey                 |
| 457209 | 2008 JR21              | 5 de maig de 2008      | Kitt Peak            | Spacewatch                        |
| 457210 | 2008 JY22              | 29 de març de 2008     | Kitt Peak            | Spacewatch                        |
| 457211 | 2008 JD26              | 1 de maig de 2008      | Catalina             | CSS                               |
| 457212 | 2008 JR26              | 13 de maig de 2008     | Socorro              | LINEAR                            |
| 457213 | 2008 JG29              | 11 de maig de 2008     | Socorro              | LINEAR                            |
| 457214 | 2008 JK30              | 11 de maig de 2008     | Kitt Peak            | Spacewatch                        |
| 457215 | 2008 JS33              | 6 d'abril de 2008      | Mount Lemmon         | Mt. Lemmon Survey                 |
| 457216 | 2008 JM36              | 3 de maig de 2008      | Kitt Peak            | Spacewatch                        |
| 457217 | 2008 KE2               | 3 de maig de 2008      | Mount Lemmon         | Mt. Lemmon Survey                 |
| 457218 | 2008 KC4               | 27 de maig de 2008     | Kitt Peak            | Spacewatch                        |
| 457219 | 2008 KM6               | 4 de maig de 2008      | Kitt Peak            | Spacewatch                        |
| 457220 | 2008 KY6               | 26 de maig de 2008     | Kitt Peak            | Spacewatch                        |
| 457221 | 2008 KZ8               | 1 d'abril de 2008      | Kitt Peak            | Spacewatch                        |
| 457222 | 2008 KG14              | 27 de maig de 2008     | Kitt Peak            | Spacewatch                        |
| 457223 | 2008 KM17              | 28 de maig de 2008     | Kitt Peak            | Spacewatch                        |
| 457224 | 2008 KM18              | 16 d'abril de 2008     | Mount Lemmon         | Mt. Lemmon Survey                 |
| 457225 | 2008 KN18              | 2 de maig de 2008      | Kitt Peak            | Spacewatch                        |
| 457226 | 2008 KK23              | 28 de maig de 2008     | Kitt Peak            | Spacewatch                        |
| 457227 | 2008 KY29              | 29 de maig de 2008     | Kitt Peak            | Spacewatch                        |
| 457228 | 2008 KM33              | 13 d'abril de 2008     | Mount Lemmon         | Mt. Lemmon Survey                 |
| 457229 | 2008 KB40              | 13 de maig de 2008     | Mount Lemmon         | Mt. Lemmon Survey                 |
| 457230 | 2008 KU40              | 29 de març de 2008     | Kitt Peak            | Spacewatch                        |
| 457231 | 2008 KM41              | 3 de maig de 2008      | Mount Lemmon         | Mt. Lemmon Survey                 |
| 457232 | 2008 KF43              | 30 de maig de 2008     | Mount Lemmon         | Mt. Lemmon Survey                 |
| 457233 | 2008 KH43              | 27 de maig de 2008     | Mount Lemmon         | Mt. Lemmon Survey                 |
| 457234 | 2008 LC7               | 30 d'abril de 2008     | Mount Lemmon         | Mt. Lemmon Survey                 |
| 457235 | 2008 LT8               | 7 de juny de 2008      | Kitt Peak            | Spacewatch                        |
| 457236 | 2008 LO9               | 2 de maig de 2008      | Kitt Peak            | Spacewatch                        |
| 457237 | 2008 LJ14              | 8 de juny de 2008      | Kitt Peak            | Spacewatch                        |
| 457238 | 2008 LN14              | 27 d'abril de 2008     | Mount Lemmon         | Mt. Lemmon Survey                 |
| 457239 | 2008 NU4               | 6 de juliol de 2008    | Charleston           | Astronomical Research Observatory |
| 457240 | 2008 OT6               | 26 de juliol de 2008   | Siding Spring        | Siding Spring Survey              |
| 457241 | 2008 OY8               | 29 de juliol de 2008   | Mount Lemmon         | Mt. Lemmon Survey                 |
| 457242 | 2008 OC19              | 28 de setembre de 2003 | Socorro              | LINEAR                            |
| 457243 | 2008 OC21              | 29 de juliol de 2008   | Kitt Peak            | Spacewatch                        |
| 457244 | 2008 OT21              | 30 de juliol de 2008   | Kitt Peak            | Spacewatch                        |
| 457245 | 2008 OH22              | 30 de juliol de 2008   | Kitt Peak            | Spacewatch                        |
| 457246 | 2008 PV1               | 1 d'agost de 2008      | La Sagra             | OAM                               |
| 457247 | 2008 PF3               | 31 de juliol de 2008   | Mount Lemmon         | Mt. Lemmon Survey                 |
| 457248 | 2008 QH                | 20 d'agost de 2008     | Vallemare Borbona    | Casulli, V. S.                    |
| 457249 | 2008 QR8               | 8 de juny de 2008      | Kitt Peak            | Spacewatch                        |
| 457250 | 2008 QD12              | 31 de juliol de 2008   | Kitt Peak            | Spacewatch                        |
| 457251 | 2008 QC15              | 26 d'agost de 2008     | Dauban               | Kugel, F.                         |
| 457252 | 2008 QQ28              | 31 d'agost de 2008     | La Sagra             | OAM                               |
| 457253 | 2008 QS31              | 30 d'agost de 2008     | Socorro              | LINEAR                            |
| 457254 | 2008 QL35              | 25 d'agost de 2008     | Siding Spring        | Siding Spring Survey              |
| 457255 | 2008 QQ47              | 24 d'agost de 2008     | Kitt Peak            | Spacewatch                        |
| 457256 | 2008 RO4               | 2 de setembre de 2008  | Kitt Peak            | Spacewatch                        |
| 457257 | 2008 RR8               | 3 de setembre de 2008  | Kitt Peak            | Spacewatch                        |
| 457258 | 2008 RU12              | 20 d'agost de 2008     | Kitt Peak            | Spacewatch                        |
| 457259 | 2008 RV15              | 4 de setembre de 2008  | Kitt Peak            | Spacewatch                        |
| 457260 | 2008 RY24              | 7 de setembre de 2008  | Catalina             | CSS                               |
| 457261 | 2008 RY25              | 7 de setembre de 2008  | Mount Lemmon         | Mt. Lemmon Survey                 |
| 457262 | 2008 RO32              | 2 de setembre de 2008  | Kitt Peak            | Spacewatch                        |
| 457263 | 2008 RX32              | 2 de setembre de 2008  | Kitt Peak            | Spacewatch                        |
| 457264 | 2008 RT33              | 2 de setembre de 2008  | Kitt Peak            | Spacewatch                        |
| 457265 | 2008 RU39              | 2 de setembre de 2008  | Kitt Peak            | Spacewatch                        |
| 457266 | 2008 RL41              | 2 de setembre de 2008  | Kitt Peak            | Spacewatch                        |
| 457267 | 2008 RP41              | 2 de setembre de 2008  | Kitt Peak            | Spacewatch                        |
| 457268 | 2008 RS42              | 2 de setembre de 2008  | Kitt Peak            | Spacewatch                        |
| 457269 | 2008 RC45              | 2 de setembre de 2008  | Kitt Peak            | Spacewatch                        |
| 457270 | 2008 RA46              | 2 de setembre de 2008  | Kitt Peak            | Spacewatch                        |
| 457271 | 2008 RG54              | 29 de juliol de 2008   | Mount Lemmon         | Mt. Lemmon Survey                 |
| 457272 | 2008 RZ55              | 29 de juliol de 2008   | Mount Lemmon         | Mt. Lemmon Survey                 |
| 457273 | 2008 RE64              | 4 de setembre de 2008  | Kitt Peak            | Spacewatch                        |
| 457274 | 2008 RA76              | 6 de setembre de 2008  | Mount Lemmon         | Mt. Lemmon Survey                 |
| 457275 | 2008 RK78              | 10 de setembre de 2008 | Wrightwood           | Young, J. W.                      |
| 457276 | 2008 RP80              | 24 d'agost de 2008     | Kitt Peak            | Spacewatch                        |
| 457277 | 2008 RZ83              | 29 de juliol de 2008   | Kitt Peak            | Spacewatch                        |
| 457278 | 2008 RN86              | 5 de setembre de 2008  | Kitt Peak            | Spacewatch                        |
| 457279 | 2008 RQ86              | 5 de setembre de 2008  | Kitt Peak            | Spacewatch                        |
| 457280 | 2008 RR86              | 5 de setembre de 2008  | Kitt Peak            | Spacewatch                        |
| 457281 | 2008 RS86              | 5 de setembre de 2008  | Kitt Peak            | Spacewatch                        |
| 457282 | 2008 RZ99              | 2 de setembre de 2008  | Kitt Peak            | Spacewatch                        |
| 457283 | 2008 RQ103             | 5 de setembre de 2008  | Kitt Peak            | Spacewatch                        |
| 457284 | 2008 RK105             | 6 de setembre de 2008  | Mount Lemmon         | Mt. Lemmon Survey                 |
| 457285 | 2008 RK111             | 4 de setembre de 2008  | Kitt Peak            | Spacewatch                        |
| 457286 | 2008 RM112             | 5 de setembre de 2008  | Kitt Peak            | Spacewatch                        |
| 457287 | 2008 RU113             | 6 de setembre de 2008  | Kitt Peak            | Spacewatch                        |
| 457288 | 2008 RL118             | 9 de setembre de 2008  | Mount Lemmon         | Mt. Lemmon Survey                 |
| 457289 | 2008 RU125             | 9 de setembre de 2008  | Mount Lemmon         | Mt. Lemmon Survey                 |
| 457290 | 2008 RU128             | 7 de setembre de 2008  | Mount Lemmon         | Mt. Lemmon Survey                 |
| 457291 | 2008 RA129             | 5 de setembre de 2008  | Socorro              | LINEAR                            |
| 457292 | 2008 RY131             | 6 de setembre de 2008  | Catalina             | CSS                               |
| 457293 | 2008 RK135             | 3 de setembre de 2008  | Kitt Peak            | Spacewatch                        |
| 457294 | 2008 RW137             | 5 de setembre de 2008  | Kitt Peak            | Spacewatch                        |
| 457295 | 2008 RX138             | 6 de setembre de 2008  | Catalina             | CSS                               |
| 457296 | 2008 RL140             | 9 de setembre de 2008  | Catalina             | CSS                               |
| 457297 | 2008 RT140             | 9 de setembre de 2008  | Kitt Peak            | Spacewatch                        |
| 457298 | 2008 RN142             | 7 de setembre de 2008  | Socorro              | LINEAR                            |
| 457299 | 2008 RP142             | 7 de setembre de 2008  | Socorro              | LINEAR                            |
| 457300 | 2008 RV142             | 2 de setembre de 2008  | Kitt Peak            | Spacewatch                        |

## 457301–457400
| Nom    | Designació provisional | Data de descobriment   | Lloc de descobriment | Descobridor/s     |
| ------ | ---------------------- | ---------------------- | -------------------- | ----------------- |
| 457301 | 2008 RG143             | 3 de setembre de 2008  | Kitt Peak            | Spacewatch        |
| 457302 | 2008 RL143             | 4 de setembre de 2008  | Kitt Peak            | Spacewatch        |
| 457303 | 2008 SC8               | 23 de setembre de 2008 | Moletai              | Moletai           |
| 457304 | 2008 SS23              | 6 de setembre de 2008  | Mount Lemmon         | Mt. Lemmon Survey |
| 457305 | 2008 SV32              | 20 de setembre de 2008 | Kitt Peak            | Spacewatch        |
| 457306 | 2008 SN34              | 6 de setembre de 2008  | Mount Lemmon         | Mt. Lemmon Survey |
| 457307 | 2008 SV34              | 20 de setembre de 2008 | Kitt Peak            | Spacewatch        |
| 457308 | 2008 SK36              | 20 de setembre de 2008 | Kitt Peak            | Spacewatch        |
| 457309 | 2008 SN42              | 7 de setembre de 2008  | Mount Lemmon         | Mt. Lemmon Survey |
| 457310 | 2008 SQ50              | 10 de setembre de 2008 | Kitt Peak            | Spacewatch        |
| 457311 | 2008 SO54              | 20 de setembre de 2008 | Mount Lemmon         | Mt. Lemmon Survey |
| 457312 | 2008 SE61              | 3 de setembre de 2008  | Kitt Peak            | Spacewatch        |
| 457313 | 2008 SM65              | 21 de setembre de 2008 | Mount Lemmon         | Mt. Lemmon Survey |
| 457314 | 2008 ST65              | 21 de setembre de 2008 | Mount Lemmon         | Mt. Lemmon Survey |
| 457315 | 2008 SY79              | 3 de setembre de 2008  | Kitt Peak            | Spacewatch        |
| 457316 | 2008 SL82              | 22 de setembre de 2008 | Calvin-Rehoboth      | Molnar, L. A.     |
| 457317 | 2008 ST89              | 21 de setembre de 2008 | Mount Lemmon         | Mt. Lemmon Survey |
| 457318 | 2008 SU89              | 21 de setembre de 2008 | Kitt Peak            | Spacewatch        |
| 457319 | 2008 SV95              | 21 de setembre de 2008 | Kitt Peak            | Spacewatch        |
| 457320 | 2008 ST100             | 21 de setembre de 2008 | Kitt Peak            | Spacewatch        |
| 457321 | 2008 SC101             | 21 de setembre de 2008 | Kitt Peak            | Spacewatch        |
| 457322 | 2008 SB115             | 22 de setembre de 2008 | Kitt Peak            | Spacewatch        |
| 457323 | 2008 SW131             | 22 de setembre de 2008 | Kitt Peak            | Spacewatch        |
| 457324 | 2008 SO138             | 23 de setembre de 2008 | Mount Lemmon         | Mt. Lemmon Survey |
| 457325 | 2008 SB142             | 24 de setembre de 2008 | Mount Lemmon         | Mt. Lemmon Survey |
| 457326 | 2008 SJ146             | 5 de setembre de 2008  | Kitt Peak            | Spacewatch        |
| 457327 | 2008 SX161             | 23 d'agost de 2008     | Kitt Peak            | Spacewatch        |
| 457328 | 2008 SD162             | 28 de setembre de 2008 | Socorro              | LINEAR            |
| 457329 | 2008 SA166             | 3 de setembre de 2008  | Kitt Peak            | Spacewatch        |
| 457330 | 2008 SQ168             | 6 de setembre de 2008  | Kitt Peak            | Spacewatch        |
| 457331 | 2008 SC172             | 3 de setembre de 2008  | Kitt Peak            | Spacewatch        |
| 457332 | 2008 SE174             | 22 de setembre de 2008 | Kitt Peak            | Spacewatch        |
| 457333 | 2008 SW179             | 24 de setembre de 2008 | Kitt Peak            | Spacewatch        |
| 457334 | 2008 SP181             | 24 de setembre de 2008 | Kitt Peak            | Spacewatch        |
| 457335 | 2008 SA190             | 25 de setembre de 2008 | Kitt Peak            | Spacewatch        |
| 457336 | 2008 SY194             | 6 de setembre de 2008  | Mount Lemmon         | Mt. Lemmon Survey |
| 457337 | 2008 SZ194             | 25 de setembre de 2008 | Kitt Peak            | Spacewatch        |
| 457338 | 2008 SG203             | 24 d'abril de 2003     | Kitt Peak            | Spacewatch        |
| 457339 | 2008 SS203             | 26 de setembre de 2008 | Kitt Peak            | Spacewatch        |
| 457340 | 2008 SU207             | 27 de setembre de 2008 | Catalina             | CSS               |
| 457341 | 2008 SD215             | 6 de setembre de 2008  | Kitt Peak            | Spacewatch        |
| 457342 | 2008 SK215             | 6 de setembre de 2008  | Kitt Peak            | Spacewatch        |
| 457343 | 2008 SY218             | 5 de setembre de 2008  | Kitt Peak            | Spacewatch        |
| 457344 | 2008 SA220             | 4 de setembre de 2008  | Kitt Peak            | Spacewatch        |
| 457345 | 2008 SP222             | 25 de setembre de 2008 | Mount Lemmon         | Mt. Lemmon Survey |
| 457346 | 2008 SZ222             | 25 de setembre de 2008 | Mount Lemmon         | Mt. Lemmon Survey |
| 457347 | 2008 SA223             | 25 de setembre de 2008 | Mount Lemmon         | Mt. Lemmon Survey |
| 457348 | 2008 SY225             | 26 de setembre de 2008 | Kitt Peak            | Spacewatch        |
| 457349 | 2008 SD234             | 28 de setembre de 2008 | Mount Lemmon         | Mt. Lemmon Survey |
| 457350 | 2008 SF237             | 20 de setembre de 2008 | Mount Lemmon         | Mt. Lemmon Survey |
| 457351 | 2008 SC250             | 23 de setembre de 2008 | Mount Lemmon         | Mt. Lemmon Survey |
| 457352 | 2008 SG257             | 22 de setembre de 2008 | Mount Lemmon         | Mt. Lemmon Survey |
| 457353 | 2008 SA258             | 22 de setembre de 2008 | Mount Lemmon         | Mt. Lemmon Survey |
| 457354 | 2008 SQ259             | 23 de setembre de 2008 | Mount Lemmon         | Mt. Lemmon Survey |
| 457355 | 2008 SC262             | 24 de setembre de 2008 | Kitt Peak            | Spacewatch        |
| 457356 | 2008 SV263             | 24 de setembre de 2008 | Kitt Peak            | Spacewatch        |
| 457357 | 2008 SA265             | 26 de setembre de 2008 | Kitt Peak            | Spacewatch        |
| 457358 | 2008 SC267             | 22 de setembre de 2008 | Catalina             | CSS               |
| 457359 | 2008 SM267             | 23 de setembre de 2008 | Kitt Peak            | Spacewatch        |
| 457360 | 2008 SN269             | 22 de setembre de 2008 | Mount Lemmon         | Mt. Lemmon Survey |
| 457361 | 2008 SX269             | 23 de setembre de 2008 | Kitt Peak            | Spacewatch        |
| 457362 | 2008 SJ271             | 29 de setembre de 2008 | Kitt Peak            | Spacewatch        |
| 457363 | 2008 SY288             | 24 de setembre de 2008 | Kitt Peak            | Spacewatch        |
| 457364 | 2008 SZ288             | 25 de setembre de 2008 | Kitt Peak            | Spacewatch        |
| 457365 | 2008 SU289             | 27 de setembre de 2008 | Mount Lemmon         | Mt. Lemmon Survey |
| 457366 | 2008 SV290             | 23 de setembre de 2008 | Kitt Peak            | Spacewatch        |
| 457367 | 2008 SY291             | 24 de setembre de 2008 | Catalina             | CSS               |
| 457368 | 2008 SC301             | 23 de setembre de 2008 | Catalina             | CSS               |
| 457369 | 2008 SU303             | 24 de setembre de 2008 | Catalina             | CSS               |
| 457370 | 2008 SA307             | 29 de setembre de 2008 | Socorro              | LINEAR            |
| 457371 | 2008 TR11              | 29 de setembre de 2008 | Catalina             | CSS               |
| 457372 | 2008 TU16              | 1 d'octubre de 2008    | Catalina             | CSS               |
| 457373 | 2008 TZ20              | 1 d'octubre de 2008    | Mount Lemmon         | Mt. Lemmon Survey |
| 457374 | 2008 TE24              | 2 d'octubre de 2008    | Kitt Peak            | Spacewatch        |
| 457375 | 2008 TJ24              | 8 de setembre de 2008  | Mount Lemmon         | Mt. Lemmon Survey |
| 457376 | 2008 TO29              | 19 de setembre de 2008 | Kitt Peak            | Spacewatch        |
| 457377 | 2008 TR29              | 1 d'octubre de 2008    | Mount Lemmon         | Mt. Lemmon Survey |
| 457378 | 2008 TD32              | 1 d'octubre de 2008    | Kitt Peak            | Spacewatch        |
| 457379 | 2008 TK34              | 1 d'octubre de 2008    | Kitt Peak            | Spacewatch        |
| 457380 | 2008 TJ39              | 1 d'octubre de 2008    | Kitt Peak            | Spacewatch        |
| 457381 | 2008 TG40              | 1 d'octubre de 2008    | Mount Lemmon         | Mt. Lemmon Survey |
| 457382 | 2008 TW43              | 1 d'octubre de 2008    | Mount Lemmon         | Mt. Lemmon Survey |
| 457383 | 2008 TC44              | 22 de setembre de 2008 | Mount Lemmon         | Mt. Lemmon Survey |
| 457384 | 2008 TK44              | 1 d'octubre de 2008    | Mount Lemmon         | Mt. Lemmon Survey |
| 457385 | 2008 TX49              | 24 de setembre de 2008 | Kitt Peak            | Spacewatch        |
| 457386 | 2008 TT52              | 2 d'octubre de 2008    | Kitt Peak            | Spacewatch        |
| 457387 | 2008 TV53              | 24 de setembre de 2008 | Kitt Peak            | Spacewatch        |
| 457388 | 2008 TZ56              | 24 de setembre de 2008 | Kitt Peak            | Spacewatch        |
| 457389 | 2008 TV58              | 2 d'octubre de 2008    | Kitt Peak            | Spacewatch        |
| 457390 | 2008 TR60              | 2 d'octubre de 2008    | Kitt Peak            | Spacewatch        |
| 457391 | 2008 TW63              | 2 d'octubre de 2008    | Kitt Peak            | Spacewatch        |
| 457392 | 2008 TX63              | 2 d'octubre de 2008    | Kitt Peak            | Spacewatch        |
| 457393 | 2008 TB68              | 2 d'octubre de 2008    | Kitt Peak            | Spacewatch        |
| 457394 | 2008 TS70              | 2 d'octubre de 2008    | Kitt Peak            | Spacewatch        |
| 457395 | 2008 TA73              | 2 d'octubre de 2008    | Kitt Peak            | Spacewatch        |
| 457396 | 2008 TA75              | 22 de setembre de 2008 | Mount Lemmon         | Mt. Lemmon Survey |
| 457397 | 2008 TU76              | 2 d'octubre de 2008    | Mount Lemmon         | Mt. Lemmon Survey |
| 457398 | 2008 TJ90              | 3 d'octubre de 2008    | Kitt Peak            | Spacewatch        |
| 457399 | 2008 TA97              | 4 de setembre de 2008  | Kitt Peak            | Spacewatch        |
| 457400 | 2008 TG100             | 6 de setembre de 2008  | Mount Lemmon         | Mt. Lemmon Survey |

## 457401–457500
| Nom    | Designació provisional | Data de descobriment   | Lloc de descobriment | Descobridor/s     |
| ------ | ---------------------- | ---------------------- | -------------------- | ----------------- |
| 457401 | 2008 TS104             | 6 d'octubre de 2008    | Kitt Peak            | Spacewatch        |
| 457402 | 2008 TQ108             | 6 d'octubre de 2008    | Mount Lemmon         | Mt. Lemmon Survey |
| 457403 | 2008 TU115             | 23 de setembre de 2008 | Catalina             | CSS               |
| 457404 | 2008 TK122             | 23 de setembre de 2008 | Kitt Peak            | Spacewatch        |
| 457405 | 2008 TP122             | 7 d'octubre de 2008    | Kitt Peak            | Spacewatch        |
| 457406 | 2008 TD124             | 8 d'octubre de 2008    | Mount Lemmon         | Mt. Lemmon Survey |
| 457407 | 2008 TB126             | 23 de setembre de 2008 | Kitt Peak            | Spacewatch        |
| 457408 | 2008 TR130             | 8 d'octubre de 2008    | Mount Lemmon         | Mt. Lemmon Survey |
| 457409 | 2008 TH136             | 7 de setembre de 2008  | Mount Lemmon         | Mt. Lemmon Survey |
| 457410 | 2008 TK148             | 23 de setembre de 2008 | Mount Lemmon         | Mt. Lemmon Survey |
| 457411 | 2008 TN148             | 9 d'octubre de 2008    | Mount Lemmon         | Mt. Lemmon Survey |
| 457412 | 2008 TA155             | 9 d'octubre de 2008    | Mount Lemmon         | Mt. Lemmon Survey |
| 457413 | 2008 TG160             | 1 d'octubre de 2008    | Kitt Peak            | Spacewatch        |
| 457414 | 2008 TE163             | 1 d'octubre de 2008    | Catalina             | CSS               |
| 457415 | 2008 TQ163             | 1 d'octubre de 2008    | Kitt Peak            | Spacewatch        |
| 457416 | 2008 TM170             | 9 d'octubre de 2008    | Kitt Peak            | Spacewatch        |
| 457417 | 2008 TU177             | 29 de setembre de 2008 | Socorro              | LINEAR            |
| 457418 | 2008 TV180             | 6 d'octubre de 2008    | Catalina             | CSS               |
| 457419 | 2008 TU184             | 6 d'octubre de 2008    | Kitt Peak            | Spacewatch        |
| 457420 | 2008 TP185             | 6 d'octubre de 2008    | Mount Lemmon         | Mt. Lemmon Survey |
| 457421 | 2008 UH8               | 5 de setembre de 2008  | Kitt Peak            | Spacewatch        |
| 457422 | 2008 UX13              | 23 de setembre de 2008 | Kitt Peak            | Spacewatch        |
| 457423 | 2008 UR17              | 2 d'octubre de 2008    | Kitt Peak            | Spacewatch        |
| 457424 | 2008 UB23              | 20 de setembre de 2008 | Kitt Peak            | Spacewatch        |
| 457425 | 2008 UA28              | 20 d'octubre de 2008   | Kitt Peak            | Spacewatch        |
| 457426 | 2008 UU32              | 6 d'octubre de 2008    | Mount Lemmon         | Mt. Lemmon Survey |
| 457427 | 2008 UC34              | 20 d'octubre de 2008   | Kitt Peak            | Spacewatch        |
| 457428 | 2008 US37              | 20 d'octubre de 2008   | Kitt Peak            | Spacewatch        |
| 457429 | 2008 UA40              | 25 de setembre de 2008 | Mount Lemmon         | Mt. Lemmon Survey |
| 457430 | 2008 UE49              | 24 de setembre de 2008 | Mount Lemmon         | Mt. Lemmon Survey |
| 457431 | 2008 UL53              | 20 d'octubre de 2008   | Kitt Peak            | Spacewatch        |
| 457432 | 2008 UH69              | 21 d'octubre de 2008   | Mount Lemmon         | Mt. Lemmon Survey |
| 457433 | 2008 UT76              | 21 d'octubre de 2008   | Kitt Peak            | Spacewatch        |
| 457434 | 2008 UN78              | 21 d'octubre de 2008   | Lulin                | LUSS              |
| 457435 | 2008 US79              | 8 d'octubre de 2008    | Mount Lemmon         | Mt. Lemmon Survey |
| 457436 | 2008 UC80              | 22 d'octubre de 2008   | Kitt Peak            | Spacewatch        |
| 457437 | 2008 UK102             | 20 d'octubre de 2008   | Kitt Peak            | Spacewatch        |
| 457438 | 2008 UP105             | 20 d'octubre de 2008   | Kitt Peak            | Spacewatch        |
| 457439 | 2008 UB110             | 22 d'octubre de 2008   | Kitt Peak            | Spacewatch        |
| 457440 | 2008 UX116             | 29 de setembre de 2008 | Mount Lemmon         | Mt. Lemmon Survey |
| 457441 | 2008 UV117             | 22 d'octubre de 2008   | Kitt Peak            | Spacewatch        |
| 457442 | 2008 UU121             | 22 d'octubre de 2008   | Kitt Peak            | Spacewatch        |
| 457443 | 2008 UM122             | 22 d'octubre de 2008   | Kitt Peak            | Spacewatch        |
| 457444 | 2008 UW125             | 22 d'octubre de 2008   | Kitt Peak            | Spacewatch        |
| 457445 | 2008 UU126             | 22 d'octubre de 2008   | Mount Lemmon         | Mt. Lemmon Survey |
| 457446 | 2008 UL129             | 23 d'octubre de 2008   | Kitt Peak            | Spacewatch        |
| 457447 | 2008 UV129             | 23 d'octubre de 2008   | Kitt Peak            | Spacewatch        |
| 457448 | 2008 UE131             | 9 d'octubre de 2008    | Kitt Peak            | Spacewatch        |
| 457449 | 2008 UE143             | 23 d'octubre de 2008   | Kitt Peak            | Spacewatch        |
| 457450 | 2008 UU150             | 2 d'octubre de 2008    | Kitt Peak            | Spacewatch        |
| 457451 | 2008 UC152             | 23 de setembre de 2008 | Kitt Peak            | Spacewatch        |
| 457452 | 2008 UL154             | 22 de setembre de 2008 | Kitt Peak            | Spacewatch        |
| 457453 | 2008 UT156             | 23 d'octubre de 2008   | Mount Lemmon         | Mt. Lemmon Survey |
| 457454 | 2008 UP159             | 24 d'agost de 2007     | Kitt Peak            | Spacewatch        |
| 457455 | 2008 UK164             | 8 d'octubre de 2008    | Mount Lemmon         | Mt. Lemmon Survey |
| 457456 | 2008 UU167             | 24 d'octubre de 2008   | Kitt Peak            | Spacewatch        |
| 457457 | 2008 UE168             | 24 d'octubre de 2008   | Kitt Peak            | Spacewatch        |
| 457458 | 2008 UF168             | 24 d'octubre de 2008   | Kitt Peak            | Spacewatch        |
| 457459 | 2008 UU174             | 24 d'octubre de 2008   | Catalina             | CSS               |
| 457460 | 2008 UZ177             | 24 d'octubre de 2008   | Mount Lemmon         | Mt. Lemmon Survey |
| 457461 | 2008 UD181             | 24 d'octubre de 2008   | Mount Lemmon         | Mt. Lemmon Survey |
| 457462 | 2008 UZ182             | 24 d'octubre de 2008   | Mount Lemmon         | Mt. Lemmon Survey |
| 457463 | 2008 UO187             | 24 d'octubre de 2008   | Kitt Peak            | Spacewatch        |
| 457464 | 2008 UA207             | 23 d'octubre de 2008   | Kitt Peak            | Spacewatch        |
| 457465 | 2008 UO210             | 23 de setembre de 2008 | Mount Lemmon         | Mt. Lemmon Survey |
| 457466 | 2008 UZ213             | 29 de setembre de 2008 | Mount Lemmon         | Mt. Lemmon Survey |
| 457467 | 2008 UO216             | 24 d'octubre de 2008   | Kitt Peak            | Spacewatch        |
| 457468 | 2008 UY218             | 23 de setembre de 2008 | Mount Lemmon         | Mt. Lemmon Survey |
| 457469 | 2008 UF221             | 25 d'octubre de 2008   | Kitt Peak            | Spacewatch        |
| 457470 | 2008 UQ221             | 25 d'octubre de 2008   | Kitt Peak            | Spacewatch        |
| 457471 | 2008 UX221             | 25 d'octubre de 2008   | Kitt Peak            | Spacewatch        |
| 457472 | 2008 UY229             | 25 d'octubre de 2008   | Kitt Peak            | Spacewatch        |
| 457473 | 2008 UO232             | 26 d'octubre de 2008   | Kitt Peak            | Spacewatch        |
| 457474 | 2008 UC234             | 24 de setembre de 2008 | Mount Lemmon         | Mt. Lemmon Survey |
| 457475 | 2008 UB239             | 26 d'octubre de 2008   | Catalina             | CSS               |
| 457476 | 2008 UX240             | 26 d'octubre de 2008   | Kitt Peak            | Spacewatch        |
| 457477 | 2008 UP247             | 26 d'octubre de 2008   | Kitt Peak            | Spacewatch        |
| 457478 | 2008 UR252             | 27 d'octubre de 2008   | Kitt Peak            | Spacewatch        |
| 457479 | 2008 UL269             | 26 de setembre de 2008 | Kitt Peak            | Spacewatch        |
| 457480 | 2008 UL286             | 23 de setembre de 2008 | Kitt Peak            | Spacewatch        |
| 457481 | 2008 UT289             | 28 d'octubre de 2008   | Kitt Peak            | Spacewatch        |
| 457482 | 2008 UN292             | 23 de setembre de 2008 | Mount Lemmon         | Mt. Lemmon Survey |
| 457483 | 2008 US294             | 6 de setembre de 2008  | Mount Lemmon         | Mt. Lemmon Survey |
| 457484 | 2008 UF303             | 29 d'octubre de 2008   | Kitt Peak            | Spacewatch        |
| 457485 | 2008 UD315             | 3 d'octubre de 2008    | Mount Lemmon         | Mt. Lemmon Survey |
| 457486 | 2008 UM315             | 29 de setembre de 2008 | Mount Lemmon         | Mt. Lemmon Survey |
| 457487 | 2008 UY315             | 30 d'octubre de 2008   | Kitt Peak            | Spacewatch        |
| 457488 | 2008 UK324             | 31 d'octubre de 2008   | Mount Lemmon         | Mt. Lemmon Survey |
| 457489 | 2008 UD330             | 23 de setembre de 2008 | Mount Lemmon         | Mt. Lemmon Survey |
| 457490 | 2008 UA336             | 20 d'octubre de 2008   | Kitt Peak            | Spacewatch        |
| 457491 | 2008 UP350             | 23 d'octubre de 2008   | Kitt Peak            | Spacewatch        |
| 457492 | 2008 UX359             | 28 d'octubre de 2008   | Kitt Peak            | Spacewatch        |
| 457493 | 2008 UO360             | 28 d'octubre de 2008   | Kitt Peak            | Spacewatch        |
| 457494 | 2008 UM362             | 25 d'octubre de 2008   | Catalina             | CSS               |
| 457495 | 2008 UD367             | 24 d'octubre de 2008   | Socorro              | LINEAR            |
| 457496 | 2008 UQ367             | 25 d'octubre de 2008   | Catalina             | CSS               |
| 457497 | 2008 UN369             | 28 d'octubre de 2008   | Kitt Peak            | Spacewatch        |
| 457498 | 2008 VP2               | 24 de setembre de 2008 | Mount Lemmon         | Mt. Lemmon Survey |
| 457499 | 2008 VD4               | 4 de novembre de 2008  | Bisei SG Center      | BATTeRS           |
| 457500 | 2008 VH11              | 2 de novembre de 2008  | Mount Lemmon         | Mt. Lemmon Survey |

## 457501–457600
| Nom    | Designació provisional | Data de descobriment   | Lloc de descobriment | Descobridor/s     |
| ------ | ---------------------- | ---------------------- | -------------------- | ----------------- |
| 457501 | 2008 VV15              | 1 de novembre de 2008  | Kitt Peak            | Spacewatch        |
| 457502 | 2008 VV22              | 1 de novembre de 2008  | Mount Lemmon         | Mt. Lemmon Survey |
| 457503 | 2008 VQ24              | 1 de novembre de 2008  | Kitt Peak            | Spacewatch        |
| 457504 | 2008 VN29              | 2 de novembre de 2008  | Mount Lemmon         | Mt. Lemmon Survey |
| 457505 | 2008 VY29              | 2 de novembre de 2008  | Mount Lemmon         | Mt. Lemmon Survey |
| 457506 | 2008 VM36              | 2 de novembre de 2008  | Mount Lemmon         | Mt. Lemmon Survey |
| 457507 | 2008 VS51              | 6 de novembre de 2008  | Kitt Peak            | Spacewatch        |
| 457508 | 2008 VC55              | 10 d'octubre de 2008   | Mount Lemmon         | Mt. Lemmon Survey |
| 457509 | 2008 VV58              | 27 de gener de 2006    | Mount Lemmon         | Mt. Lemmon Survey |
| 457510 | 2008 VS61              | 8 de novembre de 2008  | Kitt Peak            | Spacewatch        |
| 457511 | 2008 VT61              | 23 d'octubre de 2008   | Kitt Peak            | Spacewatch        |
| 457512 | 2008 VQ63              | 8 de novembre de 2008  | Mount Lemmon         | Mt. Lemmon Survey |
| 457513 | 2008 VZ65              | 1 de novembre de 2008  | Mount Lemmon         | Mt. Lemmon Survey |
| 457514 | 2008 VX66              | 6 de novembre de 2008  | Mount Lemmon         | Mt. Lemmon Survey |
| 457515 | 2008 VP67              | 27 d'octubre de 2008   | Kitt Peak            | Spacewatch        |
| 457516 | 2008 VX70              | 7 de gener de 2006     | Mount Lemmon         | Mt. Lemmon Survey |
| 457517 | 2008 WK3               | 9 d'octubre de 2008    | Kitt Peak            | Spacewatch        |
| 457518 | 2008 WE4               | 17 de novembre de 2008 | Kitt Peak            | Spacewatch        |
| 457519 | 2008 WE7               | 24 de setembre de 2008 | Mount Lemmon         | Mt. Lemmon Survey |
| 457520 | 2008 WZ8               | 17 de novembre de 2008 | Kitt Peak            | Spacewatch        |
| 457521 | 2008 WL22              | 18 de novembre de 2008 | Kitt Peak            | Spacewatch        |
| 457522 | 2008 WP22              | 31 d'octubre de 2008   | Mount Lemmon         | Mt. Lemmon Survey |
| 457523 | 2008 WK34              | 20 d'octubre de 2008   | Kitt Peak            | Spacewatch        |
| 457524 | 2008 WO43              | 17 de novembre de 2008 | Kitt Peak            | Spacewatch        |
| 457525 | 2008 WW43              | 28 d'octubre de 2008   | Kitt Peak            | Spacewatch        |
| 457526 | 2008 WX46              | 17 de novembre de 2008 | Kitt Peak            | Spacewatch        |
| 457527 | 2008 WF49              | 7 de setembre de 2008  | Mount Lemmon         | Mt. Lemmon Survey |
| 457528 | 2008 WP54              | 19 de novembre de 2008 | Kitt Peak            | Spacewatch        |
| 457529 | 2008 WE55              | 20 de novembre de 2008 | Kitt Peak            | Spacewatch        |
| 457530 | 2008 WP66              | 28 d'octubre de 2008   | Kitt Peak            | Spacewatch        |
| 457531 | 2008 WU69              | 18 de novembre de 2008 | Kitt Peak            | Spacewatch        |
| 457532 | 2008 WT77              | 20 de novembre de 2008 | Kitt Peak            | Spacewatch        |
| 457533 | 2008 WV81              | 20 de novembre de 2008 | Kitt Peak            | Spacewatch        |
| 457534 | 2008 WS91              | 8 de novembre de 2008  | Kitt Peak            | Spacewatch        |
| 457535 | 2008 WV99              | 23 d'octubre de 2008   | Kitt Peak            | Spacewatch        |
| 457536 | 2008 WG107             | 29 de novembre de 2005 | Kitt Peak            | Spacewatch        |
| 457537 | 2008 WO126             | 24 de novembre de 2008 | Mount Lemmon         | Mt. Lemmon Survey |
| 457538 | 2008 WY126             | 30 de novembre de 2008 | Mount Lemmon         | Mt. Lemmon Survey |
| 457539 | 2008 WG134             | 20 de novembre de 2008 | Mount Lemmon         | Mt. Lemmon Survey |
| 457540 | 2008 WA141             | 20 de novembre de 2008 | Kitt Peak            | Spacewatch        |
| 457541 | 2008 XV                | 29 de setembre de 2005 | Catalina             | CSS               |
| 457542 | 2008 XA15              | 19 de novembre de 2008 | Kitt Peak            | Spacewatch        |
| 457543 | 2008 XL34              | 23 d'octubre de 2008   | Kitt Peak            | Spacewatch        |
| 457544 | 2008 XD43              | 2 d'abril de 2006      | Kitt Peak            | Spacewatch        |
| 457545 | 2008 XX52              | 4 de desembre de 2008  | Socorro              | LINEAR            |
| 457546 | 2008 YM                | 9 de novembre de 2008  | Mount Lemmon         | Mt. Lemmon Survey |
| 457547 | 2008 YX18              | 7 d'octubre de 2004    | Kitt Peak            | Spacewatch        |
| 457548 | 2008 YL20              | 21 de desembre de 2008 | Mount Lemmon         | Mt. Lemmon Survey |
| 457549 | 2008 YT43              | 4 de desembre de 2008  | Kitt Peak            | Spacewatch        |
| 457550 | 2008 YN53              | 29 de desembre de 2008 | Mount Lemmon         | Mt. Lemmon Survey |
| 457551 | 2008 YW62              | 30 de desembre de 2008 | Mount Lemmon         | Mt. Lemmon Survey |
| 457552 | 2008 YX62              | 30 de desembre de 2008 | Mount Lemmon         | Mt. Lemmon Survey |
| 457553 | 2008 YL64              | 30 de desembre de 2008 | Mount Lemmon         | Mt. Lemmon Survey |
| 457554 | 2008 YL74              | 30 de desembre de 2008 | Kitt Peak            | Spacewatch        |
| 457555 | 2008 YP80              | 22 de desembre de 2008 | Kitt Peak            | Spacewatch        |
| 457556 | 2008 YC89              | 29 de desembre de 2008 | Kitt Peak            | Spacewatch        |
| 457557 | 2008 YG90              | 4 de desembre de 2008  | Mount Lemmon         | Mt. Lemmon Survey |
| 457558 | 2008 YV90              | 4 de desembre de 2008  | Mount Lemmon         | Mt. Lemmon Survey |
| 457559 | 2008 YX96              | 21 de desembre de 2008 | Mount Lemmon         | Mt. Lemmon Survey |
| 457560 | 2008 YQ100             | 1 de novembre de 2008  | Kitt Peak            | Spacewatch        |
| 457561 | 2008 YV100             | 29 de desembre de 2008 | Kitt Peak            | Spacewatch        |
| 457562 | 2008 YL103             | 29 de desembre de 2008 | Kitt Peak            | Spacewatch        |
| 457563 | 2008 YM105             | 29 de desembre de 2008 | Kitt Peak            | Spacewatch        |
| 457564 | 2008 YU107             | 29 de desembre de 2008 | Kitt Peak            | Spacewatch        |
| 457565 | 2008 YV112             | 22 de desembre de 2008 | Kitt Peak            | Spacewatch        |
| 457566 | 2008 YB120             | 30 de desembre de 2008 | Kitt Peak            | Spacewatch        |
| 457567 | 2008 YX122             | 30 de desembre de 2008 | Kitt Peak            | Spacewatch        |
| 457568 | 2008 YX123             | 20 de novembre de 2008 | Mount Lemmon         | Mt. Lemmon Survey |
| 457569 | 2008 YZ124             | 24 de novembre de 2008 | Mount Lemmon         | Mt. Lemmon Survey |
| 457570 | 2008 YB127             | 30 de desembre de 2008 | Kitt Peak            | Spacewatch        |
| 457571 | 2008 YL134             | 7 de novembre de 2008  | Mount Lemmon         | Mt. Lemmon Survey |
| 457572 | 2008 YZ138             | 30 de desembre de 2008 | Mount Lemmon         | Mt. Lemmon Survey |
| 457573 | 2008 YN139             | 4 de desembre de 2008  | Mount Lemmon         | Mt. Lemmon Survey |
| 457574 | 2008 YV140             | 30 de desembre de 2008 | Mount Lemmon         | Mt. Lemmon Survey |
| 457575 | 2008 YG143             | 21 de novembre de 2008 | Mount Lemmon         | Mt. Lemmon Survey |
| 457576 | 2008 YV145             | 22 de desembre de 2008 | Mount Lemmon         | Mt. Lemmon Survey |
| 457577 | 2008 YT150             | 22 de desembre de 2008 | Kitt Peak            | Spacewatch        |
| 457578 | 2008 YB155             | 22 de desembre de 2008 | Mount Lemmon         | Mt. Lemmon Survey |
| 457579 | 2008 YQ155             | 22 de desembre de 2008 | Kitt Peak            | Spacewatch        |
| 457580 | 2008 YV162             | 22 de desembre de 2008 | Mount Lemmon         | Mt. Lemmon Survey |
| 457581 | 2008 YO165             | 29 de desembre de 2008 | Mount Lemmon         | Mt. Lemmon Survey |
| 457582 | 2008 YA173             | 30 de desembre de 2008 | Mount Lemmon         | Mt. Lemmon Survey |
| 457583 | 2009 AW10              | 22 de desembre de 2008 | Kitt Peak            | Spacewatch        |
| 457584 | 2009 AY14              | 2 de gener de 2009     | Mount Lemmon         | Mt. Lemmon Survey |
| 457585 | 2009 AF20              | 21 de desembre de 2008 | Kitt Peak            | Spacewatch        |
| 457586 | 2009 AY20              | 21 de desembre de 2008 | Kitt Peak            | Spacewatch        |
| 457587 | 2009 AV27              | 24 de novembre de 2008 | Mount Lemmon         | Mt. Lemmon Survey |
| 457588 | 2009 AM28              | 8 de gener de 2009     | Kitt Peak            | Spacewatch        |
| 457589 | 2009 AF31              | 24 de novembre de 2008 | Mount Lemmon         | Mt. Lemmon Survey |
| 457590 | 2009 AN33              | 15 de gener de 2009    | Kitt Peak            | Spacewatch        |
| 457591 | 2009 AX40              | 15 de gener de 2009    | Kitt Peak            | Spacewatch        |
| 457592 | 2009 AD44              | 3 de gener de 2009     | Kitt Peak            | Spacewatch        |
| 457593 | 2009 AH45              | 15 de gener de 2009    | Kitt Peak            | Spacewatch        |
| 457594 | 2009 AU47              | 1 de gener de 2009     | Kitt Peak            | Spacewatch        |
| 457595 | 2009 BO10              | 22 de gener de 2009    | Mayhill              | Lowe, A.          |
| 457596 | 2009 BU16              | 30 de desembre de 2008 | Mount Lemmon         | Mt. Lemmon Survey |
| 457597 | 2009 BA23              | 30 de desembre de 2008 | Mount Lemmon         | Mt. Lemmon Survey |
| 457598 | 2009 BP31              | 16 de gener de 2009    | Kitt Peak            | Spacewatch        |
| 457599 | 2009 BU31              | 16 de gener de 2009    | Kitt Peak            | Spacewatch        |
| 457600 | 2009 BS35              | 16 de gener de 2009    | Kitt Peak            | Spacewatch        |

## 457601–457700
| Nom    | Designació provisional | Data de descobriment   | Lloc de descobriment | Descobridor/s     |
| ------ | ---------------------- | ---------------------- | -------------------- | ----------------- |
| 457601 | 2009 BZ36              | 1 de gener de 2009     | Mount Lemmon         | Mt. Lemmon Survey |
| 457602 | 2009 BA40              | 16 de gener de 2009    | Kitt Peak            | Spacewatch        |
| 457603 | 2009 BH40              | 10 d'octubre de 2004   | Kitt Peak            | Spacewatch        |
| 457604 | 2009 BB41              | 16 de gener de 2009    | Kitt Peak            | Spacewatch        |
| 457605 | 2009 BB42              | 16 de gener de 2009    | Kitt Peak            | Spacewatch        |
| 457606 | 2009 BG43              | 16 de gener de 2009    | Kitt Peak            | Spacewatch        |
| 457607 | 2009 BX54              | 16 de gener de 2009    | Mount Lemmon         | Mt. Lemmon Survey |
| 457608 | 2009 BY54              | 16 de gener de 2009    | Mount Lemmon         | Mt. Lemmon Survey |
| 457609 | 2009 BC66              | 20 de gener de 2009    | Kitt Peak            | Spacewatch        |
| 457610 | 2009 BX67              | 20 de gener de 2009    | Kitt Peak            | Spacewatch        |
| 457611 | 2009 BF68              | 7 de desembre de 2004  | Socorro              | LINEAR            |
| 457612 | 2009 BQ68              | 22 de desembre de 2008 | Mount Lemmon         | Mt. Lemmon Survey |
| 457613 | 2009 BF69              | 3 de desembre de 2008  | Mount Lemmon         | Mt. Lemmon Survey |
| 457614 | 2009 BA81              | 15 de setembre de 2007 | Kitt Peak            | Spacewatch        |
| 457615 | 2009 BD85              | 25 de gener de 2009    | Kitt Peak            | Spacewatch        |
| 457616 | 2009 BH86              | 25 de gener de 2009    | Kitt Peak            | Spacewatch        |
| 457617 | 2009 BK86              | 25 de gener de 2009    | Kitt Peak            | Spacewatch        |
| 457618 | 2009 BJ89              | 30 de desembre de 2008 | Mount Lemmon         | Mt. Lemmon Survey |
| 457619 | 2009 BW89              | 3 de desembre de 2008  | Mount Lemmon         | Mt. Lemmon Survey |
| 457620 | 2009 BJ93              | 25 de gener de 2009    | Kitt Peak            | Spacewatch        |
| 457621 | 2009 BZ93              | 25 de gener de 2009    | Kitt Peak            | Spacewatch        |
| 457622 | 2009 BK94              | 22 de desembre de 2008 | Mount Lemmon         | Mt. Lemmon Survey |
| 457623 | 2009 BA96              | 28 de gener de 2009    | Catalina             | CSS               |
| 457624 | 2009 BX100             | 29 de gener de 2009    | Kitt Peak            | Spacewatch        |
| 457625 | 2009 BK104             | 25 de gener de 2009    | Kitt Peak            | Spacewatch        |
| 457626 | 2009 BZ109             | 30 de gener de 2009    | Mount Lemmon         | Mt. Lemmon Survey |
| 457627 | 2009 BS118             | 30 de desembre de 2008 | Kitt Peak            | Spacewatch        |
| 457628 | 2009 BB123             | 31 de gener de 2009    | Kitt Peak            | Spacewatch        |
| 457629 | 2009 BY126             | 29 de gener de 2009    | Kitt Peak            | Spacewatch        |
| 457630 | 2009 BV129             | 30 de gener de 2009    | Mount Lemmon         | Mt. Lemmon Survey |
| 457631 | 2009 BY129             | 16 de gener de 2009    | Kitt Peak            | Spacewatch        |
| 457632 | 2009 BY135             | 29 de gener de 2009    | Kitt Peak            | Spacewatch        |
| 457633 | 2009 BF143             | 30 de gener de 2009    | Kitt Peak            | Spacewatch        |
| 457634 | 2009 BO145             | 15 de gener de 2009    | Kitt Peak            | Spacewatch        |
| 457635 | 2009 BD148             | 30 de gener de 2009    | Mount Lemmon         | Mt. Lemmon Survey |
| 457636 | 2009 BN155             | 16 de gener de 2009    | Mount Lemmon         | Mt. Lemmon Survey |
| 457637 | 2009 BM156             | 31 de gener de 2009    | Kitt Peak            | Spacewatch        |
| 457638 | 2009 BH157             | 25 de gener de 2009    | Kitt Peak            | Spacewatch        |
| 457639 | 2009 BQ157             | 31 de gener de 2009    | Kitt Peak            | Spacewatch        |
| 457640 | 2009 BK174             | 25 de gener de 2009    | Kitt Peak            | Spacewatch        |
| 457641 | 2009 BX174             | 9 de desembre de 2004  | Kitt Peak            | Spacewatch        |
| 457642 | 2009 BZ181             | 31 de gener de 2009    | Mount Lemmon         | Mt. Lemmon Survey |
| 457643 | 2009 BW184             | 18 de gener de 2009    | Kitt Peak            | Spacewatch        |
| 457644 | 2009 BG185             | 25 de gener de 2009    | Socorro              | LINEAR            |
| 457645 | 2009 BW189             | 31 de gener de 2009    | Kitt Peak            | Spacewatch        |
| 457646 | 2009 BD190             | 3 de gener de 2009     | Mount Lemmon         | Mt. Lemmon Survey |
| 457647 | 2009 CZ                | 3 de febrer de 2009    | Catalina             | CSS               |
| 457648 | 2009 CE5               | 13 de febrer de 2009   | Calar Alto           | Hormuth, F.       |
| 457649 | 2009 CK8               | 22 de desembre de 2008 | Mount Lemmon         | Mt. Lemmon Survey |
| 457650 | 2009 CV21              | 1 de febrer de 2009    | Kitt Peak            | Spacewatch        |
| 457651 | 2009 CW23              | 25 de gener de 2009    | Kitt Peak            | Spacewatch        |
| 457652 | 2009 CN28              | 17 de gener de 2009    | Kitt Peak            | Spacewatch        |
| 457653 | 2009 CL29              | 31 de desembre de 2008 | Mount Lemmon         | Mt. Lemmon Survey |
| 457654 | 2009 CT34              | 2 de febrer de 2009    | Mount Lemmon         | Mt. Lemmon Survey |
| 457655 | 2009 CJ38              | 13 de febrer de 2009   | Kitt Peak            | Spacewatch        |
| 457656 | 2009 CJ41              | 15 de gener de 2009    | Kitt Peak            | Spacewatch        |
| 457657 | 2009 CJ42              | 25 de gener de 2009    | Kitt Peak            | Spacewatch        |
| 457658 | 2009 CZ46              | 14 de febrer de 2009   | Kitt Peak            | Spacewatch        |
| 457659 | 2009 CX47              | 25 de gener de 2009    | Catalina             | CSS               |
| 457660 | 2009 CR48              | 14 de febrer de 2009   | Mount Lemmon         | Mt. Lemmon Survey |
| 457661 | 2009 CB56              | 1 de febrer de 2009    | Kitt Peak            | Spacewatch        |
| 457662 | 2009 DZ                | 18 de febrer de 2009   | Socorro              | LINEAR            |
| 457663 | 2009 DN1               | 19 de febrer de 2009   | Socorro              | LINEAR            |
| 457664 | 2009 DY8               | 3 de gener de 2009     | Mount Lemmon         | Mt. Lemmon Survey |
| 457665 | 2009 DO15              | 16 de febrer de 2009   | La Sagra             | OAM               |
| 457666 | 2009 DQ19              | 29 de gener de 2009    | Catalina             | CSS               |
| 457667 | 2009 DJ34              | 1 de febrer de 2009    | Mount Lemmon         | Mt. Lemmon Survey |
| 457668 | 2009 DW35              | 20 de febrer de 2009   | Kitt Peak            | Spacewatch        |
| 457669 | 2009 DL43              | 25 de febrer de 2009   | Dauban               | Kugel, F.         |
| 457670 | 2009 DX46              | 17 de gener de 2009    | Kitt Peak            | Spacewatch        |
| 457671 | 2009 DN49              | 19 de febrer de 2009   | Kitt Peak            | Spacewatch        |
| 457672 | 2009 DP49              | 19 de febrer de 2009   | Kitt Peak            | Spacewatch        |
| 457673 | 2009 DW50              | 19 de febrer de 2009   | Kitt Peak            | Spacewatch        |
| 457674 | 2009 DP54              | 22 de febrer de 2009   | Kitt Peak            | Spacewatch        |
| 457675 | 2009 DG71              | 17 de gener de 2009    | Kitt Peak            | Spacewatch        |
| 457676 | 2009 DG72              | 18 de gener de 2009    | Mount Lemmon         | Mt. Lemmon Survey |
| 457677 | 2009 DA73              | 24 de febrer de 2009   | Catalina             | CSS               |
| 457678 | 2009 DT78              | 17 de gener de 2009    | Kitt Peak            | Spacewatch        |
| 457679 | 2009 DM81              | 24 de febrer de 2009   | Kitt Peak            | Spacewatch        |
| 457680 | 2009 DZ82              | 24 de febrer de 2009   | Kitt Peak            | Spacewatch        |
| 457681 | 2009 DS85              | 21 de novembre de 2003 | Kitt Peak            | Spacewatch        |
| 457682 | 2009 DS86              | 27 de febrer de 2009   | Kitt Peak            | Spacewatch        |
| 457683 | 2009 DQ91              | 27 de febrer de 2009   | Kitt Peak            | Spacewatch        |
| 457684 | 2009 DR100             | 26 de febrer de 2009   | Kitt Peak            | Spacewatch        |
| 457685 | 2009 DB103             | 26 de febrer de 2009   | Kitt Peak            | Spacewatch        |
| 457686 | 2009 DF112             | 3 de gener de 2009     | Mount Lemmon         | Mt. Lemmon Survey |
| 457687 | 2009 DL112             | 25 de gener de 2009    | Kitt Peak            | Spacewatch        |
| 457688 | 2009 DM130             | 26 de febrer de 2009   | Kitt Peak            | Spacewatch        |
| 457689 | 2009 DT130             | 27 de febrer de 2009   | Mount Lemmon         | Mt. Lemmon Survey |
| 457690 | 2009 DA137             | 28 de febrer de 2009   | Kitt Peak            | Spacewatch        |
| 457691 | 2009 DE140             | 26 d'octubre de 2008   | Mount Lemmon         | Mt. Lemmon Survey |
| 457692 | 2009 EB4               | 30 de desembre de 2008 | Mount Lemmon         | Mt. Lemmon Survey |
| 457693 | 2009 EL4               | 15 de març de 2009     | La Sagra             | OAM               |
| 457694 | 2009 EL13              | 20 de febrer de 2009   | Mount Lemmon         | Mt. Lemmon Survey |
| 457695 | 2009 ET13              | 15 de març de 2009     | Kitt Peak            | Spacewatch        |
| 457696 | 2009 EO14              | 1 de febrer de 2009    | Catalina             | CSS               |
| 457697 | 2009 EZ16              | 15 de març de 2009     | Kitt Peak            | Spacewatch        |
| 457698 | 2009 ED17              | 2 de febrer de 2009    | Kitt Peak            | Spacewatch        |
| 457699 | 2009 EB23              | 3 de març de 2009      | Kitt Peak            | Spacewatch        |
| 457700 | 2009 EE25              | 3 de març de 2009      | Mount Lemmon         | Mt. Lemmon Survey |

## 457701–457800
| Nom    | Designació provisional | Data de descobriment  | Lloc de descobriment | Descobridor/s           |
| ------ | ---------------------- | --------------------- | -------------------- | ----------------------- |
| 457701 | 2009 EN25              | 3 de març de 2009     | Mount Lemmon         | Mt. Lemmon Survey       |
| 457702 | 2009 EM29              | 2 de març de 2009     | Mount Lemmon         | Mt. Lemmon Survey       |
| 457703 | 2009 FP1               | 16 de març de 2009    | La Sagra             | OAM                     |
| 457704 | 2009 FO5               | 1 de febrer de 2009   | Kitt Peak            | Spacewatch              |
| 457705 | 2009 FN6               | 26 de febrer de 2009  | Catalina             | CSS                     |
| 457706 | 2009 FP13              | 3 de març de 2009     | Kitt Peak            | Spacewatch              |
| 457707 | 2009 FJ14              | 19 de març de 2009    | Pla D'Arguines       | Ferrando, R.            |
| 457708 | 2009 FO14              | 20 de març de 2009    | Heppenheim           | Starkenburg             |
| 457709 | 2009 FN22              | 19 de març de 2009    | Kitt Peak            | Spacewatch              |
| 457710 | 2009 FC29              | 22 de març de 2009    | Catalina             | CSS                     |
| 457711 | 2009 FU32              | 2 de gener de 2009    | Catalina             | CSS                     |
| 457712 | 2009 FX36              | 21 de març de 2009    | Kitt Peak            | Spacewatch              |
| 457713 | 2009 FT39              | 27 de març de 2009    | Catalina             | CSS                     |
| 457714 | 2009 FM45              | 19 de febrer de 2009  | Kitt Peak            | Spacewatch              |
| 457715 | 2009 FD49              | 26 de març de 2009    | Catalina             | CSS                     |
| 457716 | 2009 FY49              | 27 de març de 2009    | Catalina             | CSS                     |
| 457717 | 2009 FE50              | 14 de febrer de 2009  | Mount Lemmon         | Mt. Lemmon Survey       |
| 457718 | 2009 FA55              | 24 de febrer de 2009  | Kitt Peak            | Spacewatch              |
| 457719 | 2009 FT55              | 16 de març de 2009    | Catalina             | CSS                     |
| 457720 | 2009 FP60              | 7 de març de 2009     | Mount Lemmon         | Mt. Lemmon Survey       |
| 457721 | 2009 FT60              | 21 de març de 2009    | La Sagra             | OAM                     |
| 457722 | 2009 FD63              | 28 de març de 2009    | Kitt Peak            | Spacewatch              |
| 457723 | 2009 FM63              | 28 de març de 2009    | Kitt Peak            | Spacewatch              |
| 457724 | 2009 FP65              | 18 de març de 2009    | Kitt Peak            | Spacewatch              |
| 457725 | 2009 FE66              | 19 de març de 2009    | Kitt Peak            | Spacewatch              |
| 457726 | 2009 FA68              | 31 de març de 2009    | Kitt Peak            | Spacewatch              |
| 457727 | 2009 FG68              | 29 de març de 2009    | Kitt Peak            | Spacewatch              |
| 457728 | 2009 FS69              | 18 de març de 2009    | Kitt Peak            | Spacewatch              |
| 457729 | 2009 FD70              | 19 de març de 2009    | Catalina             | CSS                     |
| 457730 | 2009 FH70              | 19 de març de 2009    | Kitt Peak            | Spacewatch              |
| 457731 | 2009 FB74              | 31 de març de 2009    | Kitt Peak            | Spacewatch              |
| 457732 | 2009 GT3               | 15 d'abril de 2009    | Črni Vrh             | Crni Vrh                |
| 457733 | 2009 HS                | 16 d'abril de 2009    | Catalina             | CSS                     |
| 457734 | 2009 HJ3               | 16 d'abril de 2009    | Catalina             | CSS                     |
| 457735 | 2009 HA12              | 22 de març de 2009    | Catalina             | CSS                     |
| 457736 | 2009 HY12              | 17 d'abril de 2009    | Kitt Peak            | Spacewatch              |
| 457737 | 2009 HW13              | 17 d'abril de 2009    | Mount Lemmon         | Mt. Lemmon Survey       |
| 457738 | 2009 HE14              | 29 de març de 2009    | Kitt Peak            | Spacewatch              |
| 457739 | 2009 HJ14              | 17 d'abril de 2009    | Catalina             | CSS                     |
| 457740 | 2009 HR15              | 18 d'abril de 2009    | Kitt Peak            | Spacewatch              |
| 457741 | 2009 HK16              | 29 de març de 2009    | Mount Lemmon         | Mt. Lemmon Survey       |
| 457742 | 2009 HG19              | 16 d'octubre de 2007  | Kitt Peak            | Spacewatch              |
| 457743 | 2009 HW20              | 18 d'abril de 2009    | Baldone              | Cernis, K., Eglitis, I. |
| 457744 | 2009 HG24              | 17 d'abril de 2009    | Kitt Peak            | Spacewatch              |
| 457745 | 2009 HU40              | 20 d'abril de 2009    | Kitt Peak            | Spacewatch              |
| 457746 | 2009 HT43              | 20 d'abril de 2009    | Kitt Peak            | Spacewatch              |
| 457747 | 2009 HB49              | 4 de febrer de 2009   | Kitt Peak            | Spacewatch              |
| 457748 | 2009 HK54              | 20 d'abril de 2009    | Kitt Peak            | Spacewatch              |
| 457749 | 2009 HZ58              | 18 d'abril de 2009    | Kitt Peak            | Spacewatch              |
| 457750 | 2009 HE62              | 30 de març de 2009    | Mount Lemmon         | Mt. Lemmon Survey       |
| 457751 | 2009 HB68              | 22 d'abril de 2009    | Kitt Peak            | Spacewatch              |
| 457752 | 2009 HK68              | 27 d'abril de 2009    | Tzec Maun            | Schwab, E.              |
| 457753 | 2009 HU69              | 22 d'abril de 2009    | Mount Lemmon         | Mt. Lemmon Survey       |
| 457754 | 2009 HD77              | 28 d'abril de 2009    | Catalina             | CSS                     |
| 457755 | 2009 HL80              | 28 d'abril de 2009    | Catalina             | CSS                     |
| 457756 | 2009 HL83              | 24 de març de 2009    | Mount Lemmon         | Mt. Lemmon Survey       |
| 457757 | 2009 HP88              | 30 d'abril de 2009    | La Sagra             | OAM                     |
| 457758 | 2009 HV95              | 20 d'abril de 2009    | Mount Lemmon         | Mt. Lemmon Survey       |
| 457759 | 2009 HY99              | 23 d'abril de 2009    | Kitt Peak            | Spacewatch              |
| 457760 | 2009 HN105             | 23 d'abril de 2009    | Kitt Peak            | Spacewatch              |
| 457761 | 2009 JT3               | 31 de març de 2009    | Mount Lemmon         | Mt. Lemmon Survey       |
| 457762 | 2009 JX8               | 13 de maig de 2009    | Kitt Peak            | Spacewatch              |
| 457763 | 2009 JD9               | 20 d'abril de 2009    | Catalina             | CSS                     |
| 457764 | 2009 JS11              | 15 de maig de 2009    | Kitt Peak            | Spacewatch              |
| 457765 | 2009 JD18              | 1 de maig de 2009     | Kitt Peak            | Spacewatch              |
| 457766 | 2009 KT2               | 20 de maig de 2009    | La Sagra             | OAM                     |
| 457767 | 2009 KF4               | 24 de maig de 2009    | Catalina             | CSS                     |
| 457768 | 2009 KN4               | 23 de maig de 2009    | Siding Spring        | Siding Spring Survey    |
| 457769 | 2009 KZ4               | 22 de maig de 2009    | Bergisch Gladbach    | Bickel, W.              |
| 457770 | 2009 KA6               | 25 de maig de 2009    | Mount Lemmon         | Mt. Lemmon Survey       |
| 457771 | 2009 KD11              | 24 d'abril de 2009    | Kitt Peak            | Spacewatch              |
| 457772 | 2009 KQ37              | 19 d'abril de 2009    | Kitt Peak            | Spacewatch              |
| 457773 | 2009 LK4               | 13 de maig de 2009    | Mount Lemmon         | Mt. Lemmon Survey       |
| 457774 | 2009 MP1               | 16 de juny de 2009    | Kitt Peak            | Spacewatch              |
| 457775 | 2009 MG8               | 28 de juny de 2009    | La Sagra             | OAM                     |
| 457776 | 2009 NE2               | 14 de juliol de 2009  | Kitt Peak            | Spacewatch              |
| 457777 | 2009 OA1               | 19 de juliol de 2009  | La Sagra             | OAM                     |
| 457778 | 2009 OQ3               | 22 de juliol de 2009  | La Sagra             | OAM                     |
| 457779 | 2009 OE21              | 29 de juliol de 2009  | La Sagra             | OAM                     |
| 457780 | 2009 OD25              | 29 de juliol de 2009  | Catalina             | CSS                     |
| 457781 | 2009 PP9               | 15 d'agost de 2009    | Kitt Peak            | Spacewatch              |
| 457782 | 2009 PR9               | 29 de juliol de 2009  | Kitt Peak            | Spacewatch              |
| 457783 | 2009 PS9               | 28 de juliol de 2009  | Catalina             | CSS                     |
| 457784 | 2009 PL10              | 15 d'agost de 2009    | La Sagra             | OAM                     |
| 457785 | 2009 PJ15              | 15 d'agost de 2009    | Catalina             | CSS                     |
| 457786 | 2009 PQ16              | 15 d'agost de 2009    | Kitt Peak            | Spacewatch              |
| 457787 | 2009 QB                | 8 de setembre de 2004 | Socorro              | LINEAR                  |
| 457788 | 2009 QU2               | 16 d'agost de 2009    | Kitt Peak            | Spacewatch              |
| 457789 | 2009 QC4               | 17 d'agost de 2009    | Catalina             | CSS                     |
| 457790 | 2009 QE20              | 19 d'agost de 2009    | La Sagra             | OAM                     |
| 457791 | 2009 QM23              | 15 d'agost de 2009    | Socorro              | LINEAR                  |
| 457792 | 2009 QC24              | 16 d'agost de 2009    | Kitt Peak            | Spacewatch              |
| 457793 | 2009 QR28              | 19 d'agost de 2009    | Kitt Peak            | Spacewatch              |
| 457794 | 2009 QS30              | 21 d'agost de 2009    | Socorro              | LINEAR                  |
| 457795 | 2009 QX30              | 24 d'agost de 2009    | La Sagra             | OAM                     |
| 457796 | 2009 QB33              | 18 d'agost de 2009    | La Sagra             | OAM                     |
| 457797 | 2009 QR36              | 27 de maig de 2009    | Catalina             | CSS                     |
| 457798 | 2009 QH38              | 29 d'agost de 2009    | Bergisch Gladbach    | Bickel, W.              |
| 457799 | 2009 QP60              | 18 d'agost de 2009    | Kitt Peak            | Spacewatch              |
| 457800 | 2009 QT60              | 19 d'agost de 2009    | Catalina             | CSS                     |

## 457801–457900
| Nom    | Designació provisional | Data de descobriment   | Lloc de descobriment | Descobridor/s     |
| ------ | ---------------------- | ---------------------- | -------------------- | ----------------- |
| 457801 | 2009 RC3               | 17 d'agost de 2009     | Catalina             | CSS               |
| 457802 | 2009 RY6               | 16 d'agost de 2009     | Kitt Peak            | Spacewatch        |
| 457803 | 2009 RS7               | 11 de setembre de 2009 | Catalina             | CSS               |
| 457804 | 2009 RV8               | 12 de setembre de 2009 | Kitt Peak            | Spacewatch        |
| 457805 | 2009 RA11              | 12 de setembre de 2009 | Kitt Peak            | Spacewatch        |
| 457806 | 2009 RT11              | 12 de setembre de 2009 | Kitt Peak            | Spacewatch        |
| 457807 | 2009 RK14              | 12 de setembre de 2009 | Kitt Peak            | Spacewatch        |
| 457808 | 2009 RY21              | 30 de juliol de 2009   | Kitt Peak            | Spacewatch        |
| 457809 | 2009 RF26              | 13 de setembre de 2009 | Socorro              | LINEAR            |
| 457810 | 2009 RF27              | 15 de setembre de 2009 | Mount Lemmon         | Mt. Lemmon Survey |
| 457811 | 2009 RM30              | 14 de setembre de 2009 | Kitt Peak            | Spacewatch        |
| 457812 | 2009 RL49              | 15 de setembre de 2009 | Kitt Peak            | Spacewatch        |
| 457813 | 2009 RD50              | 15 de setembre de 2009 | Kitt Peak            | Spacewatch        |
| 457814 | 2009 RK53              | 15 de setembre de 2009 | Kitt Peak            | Spacewatch        |
| 457815 | 2009 RZ53              | 15 de setembre de 2009 | Kitt Peak            | Spacewatch        |
| 457816 | 2009 RS54              | 15 de setembre de 2009 | Kitt Peak            | Spacewatch        |
| 457817 | 2009 RB55              | 15 de setembre de 2009 | Kitt Peak            | Spacewatch        |
| 457818 | 2009 RB58              | 10 de setembre de 2009 | ESA OGS              | ESA OGS           |
| 457819 | 2009 SY11              | 16 de setembre de 2009 | Mount Lemmon         | Mt. Lemmon Survey |
| 457820 | 2009 SU46              | 18 d'abril de 2007     | Mount Lemmon         | Mt. Lemmon Survey |
| 457821 | 2009 SW47              | 16 de setembre de 2009 | Kitt Peak            | Spacewatch        |
| 457822 | 2009 SB48              | 16 de setembre de 2009 | Kitt Peak            | Spacewatch        |
| 457823 | 2009 SP52              | 17 de setembre de 2009 | Kitt Peak            | Spacewatch        |
| 457824 | 2009 SW55              | 17 de setembre de 2009 | Kitt Peak            | Spacewatch        |
| 457825 | 2009 SV59              | 17 de setembre de 2009 | Kitt Peak            | Spacewatch        |
| 457826 | 2009 SW59              | 17 de setembre de 2009 | Kitt Peak            | Spacewatch        |
| 457827 | 2009 SF60              | 17 de setembre de 2009 | Kitt Peak            | Spacewatch        |
| 457828 | 2009 SX61              | 17 de setembre de 2009 | Mount Lemmon         | Mt. Lemmon Survey |
| 457829 | 2009 ST65              | 20 d'agost de 2009     | Kitt Peak            | Spacewatch        |
| 457830 | 2009 SB72              | 27 d'agost de 2009     | Kitt Peak            | Spacewatch        |
| 457831 | 2009 SX75              | 17 de setembre de 2009 | Kitt Peak            | Spacewatch        |
| 457832 | 2009 SM76              | 17 de setembre de 2009 | Kitt Peak            | Spacewatch        |
| 457833 | 2009 SN79              | 18 de setembre de 2009 | Kitt Peak            | Spacewatch        |
| 457834 | 2009 SQ86              | 18 de setembre de 2009 | Kitt Peak            | Spacewatch        |
| 457835 | 2009 ST90              | 18 de setembre de 2009 | Mount Lemmon         | Mt. Lemmon Survey |
| 457836 | 2009 SF92              | 18 de setembre de 2009 | Mount Lemmon         | Mt. Lemmon Survey |
| 457837 | 2009 SS92              | 18 de setembre de 2009 | Mount Lemmon         | Mt. Lemmon Survey |
| 457838 | 2009 SW97              | 20 de setembre de 2009 | Mount Lemmon         | Mt. Lemmon Survey |
| 457839 | 2009 SX100             | 21 de setembre de 2009 | Mount Lemmon         | Mt. Lemmon Survey |
| 457840 | 2009 SW107             | 16 de setembre de 2009 | Mount Lemmon         | Mt. Lemmon Survey |
| 457841 | 2009 SZ113             | 18 de setembre de 2009 | Kitt Peak            | Spacewatch        |
| 457842 | 2009 SD123             | 24 d'octubre de 2005   | Kitt Peak            | Spacewatch        |
| 457843 | 2009 SK123             | 18 de setembre de 2009 | Kitt Peak            | Spacewatch        |
| 457844 | 2009 SX123             | 11 de setembre de 2004 | Kitt Peak            | Spacewatch        |
| 457845 | 2009 SH128             | 18 de setembre de 2009 | Kitt Peak            | Spacewatch        |
| 457846 | 2009 SK136             | 18 de setembre de 2009 | Kitt Peak            | Spacewatch        |
| 457847 | 2009 SA142             | 15 de setembre de 2009 | Kitt Peak            | Spacewatch        |
| 457848 | 2009 SS147             | 19 de setembre de 2009 | Mount Lemmon         | Mt. Lemmon Survey |
| 457849 | 2009 SX149             | 20 de setembre de 2009 | Kitt Peak            | Spacewatch        |
| 457850 | 2009 SR153             | 20 de setembre de 2009 | Kitt Peak            | Spacewatch        |
| 457851 | 2009 SY154             | 10 de març de 2008     | Kitt Peak            | Spacewatch        |
| 457852 | 2009 SJ164             | 28 d'agost de 2009     | Kitt Peak            | Spacewatch        |
| 457853 | 2009 SE168             | 17 de setembre de 2009 | Catalina             | CSS               |
| 457854 | 2009 SQ170             | 17 de setembre de 2009 | Catalina             | CSS               |
| 457855 | 2009 SH172             | 19 de setembre de 2009 | Kitt Peak            | Spacewatch        |
| 457856 | 2009 SR173             | 18 de setembre de 2009 | Catalina             | CSS               |
| 457857 | 2009 SL175             | 19 de setembre de 2009 | Kitt Peak            | Spacewatch        |
| 457858 | 2009 SU179             | 28 de febrer de 2008   | Kitt Peak            | Spacewatch        |
| 457859 | 2009 SL190             | 22 de setembre de 2009 | Kitt Peak            | Spacewatch        |
| 457860 | 2009 SO192             | 22 de setembre de 2009 | Kitt Peak            | Spacewatch        |
| 457861 | 2009 SX192             | 2 de desembre de 2005  | Mount Lemmon         | Mt. Lemmon Survey |
| 457862 | 2009 SO194             | 22 de setembre de 2009 | Kitt Peak            | Spacewatch        |
| 457863 | 2009 SB201             | 4 d'octubre de 2004    | Kitt Peak            | Spacewatch        |
| 457864 | 2009 SM215             | 24 de setembre de 2009 | Kitt Peak            | Spacewatch        |
| 457865 | 2009 SD219             | 15 de setembre de 2009 | Kitt Peak            | Spacewatch        |
| 457866 | 2009 SB220             | 24 de setembre de 2009 | Mount Lemmon         | Mt. Lemmon Survey |
| 457867 | 2009 SC222             | 17 d'agost de 2009     | Kitt Peak            | Spacewatch        |
| 457868 | 2009 SC223             | 25 de setembre de 2009 | Mount Lemmon         | Mt. Lemmon Survey |
| 457869 | 2009 SY240             | 18 de setembre de 2009 | Catalina             | CSS               |
| 457870 | 2009 SK243             | 15 de setembre de 2009 | Catalina             | CSS               |
| 457871 | 2009 SX248             | 16 de setembre de 2009 | Kitt Peak            | Spacewatch        |
| 457872 | 2009 SF252             | 7 d'abril de 2003      | Kitt Peak            | Spacewatch        |
| 457873 | 2009 SG254             | 16 de setembre de 2009 | Kitt Peak            | Spacewatch        |
| 457874 | 2009 SQ261             | 22 de setembre de 2009 | Kitt Peak            | Spacewatch        |
| 457875 | 2009 SN278             | 21 de febrer de 2007   | Kitt Peak            | Spacewatch        |
| 457876 | 2009 SA281             | 17 de setembre de 2009 | Kitt Peak            | Spacewatch        |
| 457877 | 2009 SO287             | 25 de setembre de 2009 | Kitt Peak            | Spacewatch        |
| 457878 | 2009 SD288             | 17 de setembre de 2009 | Kitt Peak            | Spacewatch        |
| 457879 | 2009 SE289             | 17 de setembre de 2009 | Kitt Peak            | Spacewatch        |
| 457880 | 2009 SF303             | 16 de setembre de 2009 | Mount Lemmon         | Mt. Lemmon Survey |
| 457881 | 2009 SG322             | 28 d'agost de 2009     | Kitt Peak            | Spacewatch        |
| 457882 | 2009 SH327             | 25 de setembre de 2009 | Catalina             | CSS               |
| 457883 | 2009 SS338             | 17 de setembre de 2009 | Mount Lemmon         | Mt. Lemmon Survey |
| 457884 | 2009 SE339             | 23 de setembre de 2009 | Mount Lemmon         | Mt. Lemmon Survey |
| 457885 | 2009 SJ344             | 18 de setembre de 2009 | Kitt Peak            | Spacewatch        |
| 457886 | 2009 SP347             | 28 de setembre de 2009 | Mount Lemmon         | Mt. Lemmon Survey |
| 457887 | 2009 SG350             | 22 de setembre de 2009 | Mount Lemmon         | Mt. Lemmon Survey |
| 457888 | 2009 SM354             | 21 de setembre de 2009 | Mount Lemmon         | Mt. Lemmon Survey |
| 457889 | 2009 SJ357             | 21 de setembre de 2009 | Mount Lemmon         | Mt. Lemmon Survey |
| 457890 | 2009 TZ3               | 29 de setembre de 2009 | Mount Lemmon         | Mt. Lemmon Survey |
| 457891 | 2009 TR12              | 12 de setembre de 2009 | Kitt Peak            | Spacewatch        |
| 457892 | 2009 TE14              | 11 d'octubre de 2009   | Mount Lemmon         | Mt. Lemmon Survey |
| 457893 | 2009 TJ19              | 11 d'octubre de 2009   | Mount Lemmon         | Mt. Lemmon Survey |
| 457894 | 2009 TY23              | 14 d'octubre de 2009   | Goodricke-Pigott     | Tucker, R. A.     |
| 457895 | 2009 TK25              | 14 d'octubre de 2009   | Mount Lemmon         | Mt. Lemmon Survey |
| 457896 | 2009 TW30              | 24 de desembre de 2005 | Kitt Peak            | Spacewatch        |
| 457897 | 2009 TC32              | 28 de setembre de 2009 | Mount Lemmon         | Mt. Lemmon Survey |
| 457898 | 2009 TD32              | 13 d'octubre de 2009   | Socorro              | LINEAR            |
| 457899 | 2009 TJ33              | 20 de setembre de 2009 | Kitt Peak            | Spacewatch        |
| 457900 | 2009 TE37              | 21 de setembre de 2009 | Kitt Peak            | Spacewatch        |

## 457901–458000
| Nom    | Designació provisional | Data de descobriment   | Lloc de descobriment | Descobridor/s                |
| ------ | ---------------------- | ---------------------- | -------------------- | ---------------------------- |
| 457901 | 2009 TM42              | 11 d'octubre de 2009   | Mount Lemmon         | Mt. Lemmon Survey            |
| 457902 | 2009 TD46              | 1 d'octubre de 2009    | Mount Lemmon         | Mt. Lemmon Survey            |
| 457903 | 2009 TG48              | 14 d'octubre de 2009   | Mount Lemmon         | Mt. Lemmon Survey            |
| 457904 | 2009 UA6               | 17 de setembre de 2009 | Kitt Peak            | Spacewatch                   |
| 457905 | 2009 UG6               | 24 d'octubre de 2005   | Kitt Peak            | Spacewatch                   |
| 457906 | 2009 UR7               | 26 de novembre de 2005 | Mount Lemmon         | Mt. Lemmon Survey            |
| 457907 | 2009 UD10              | 18 de setembre de 2009 | Kitt Peak            | Spacewatch                   |
| 457908 | 2009 UA13              | 1 d'octubre de 2009    | Mount Lemmon         | Mt. Lemmon Survey            |
| 457909 | 2009 UY14              | 28 de setembre de 2009 | Mount Lemmon         | Mt. Lemmon Survey            |
| 457910 | 2009 UH16              | 18 d'octubre de 2009   | La Sagra             | OAM                          |
| 457911 | 2009 UT17              | 19 d'octubre de 2009   | Mayhill              | Lowe, A.                     |
| 457912 | 2009 UW18              | 23 d'octubre de 2009   | Socorro              | LINEAR                       |
| 457913 | 2009 UN27              | 21 d'octubre de 2009   | Mount Lemmon         | Mt. Lemmon Survey            |
| 457914 | 2009 UP28              | 22 de setembre de 2009 | Mount Lemmon         | Mt. Lemmon Survey            |
| 457915 | 2009 UU28              | 18 d'octubre de 2009   | Mount Lemmon         | Mt. Lemmon Survey            |
| 457916 | 2009 UU34              | 21 d'octubre de 2009   | Mount Lemmon         | Mt. Lemmon Survey            |
| 457917 | 2009 UH43              | 18 de setembre de 2009 | Kitt Peak            | Spacewatch                   |
| 457918 | 2009 UZ45              | 22 de setembre de 2009 | Mount Lemmon         | Mt. Lemmon Survey            |
| 457919 | 2009 UR46              | 18 d'octubre de 2009   | Mount Lemmon         | Mt. Lemmon Survey            |
| 457920 | 2009 UT47              | 18 d'octubre de 2009   | Kitt Peak            | Spacewatch                   |
| 457921 | 2009 UN56              | 16 de setembre de 2009 | Mount Lemmon         | Mt. Lemmon Survey            |
| 457922 | 2009 UQ75              | 24 de setembre de 2009 | Kitt Peak            | Spacewatch                   |
| 457923 | 2009 UO79              | 22 d'octubre de 2009   | Mount Lemmon         | Mt. Lemmon Survey            |
| 457924 | 2009 UU82              | 23 d'octubre de 2009   | Mount Lemmon         | Mt. Lemmon Survey            |
| 457925 | 2009 UJ90              | 26 d'octubre de 2009   | La Sagra             | OAM                          |
| 457926 | 2009 UX92              | 17 d'octubre de 2009   | Mount Lemmon         | Mt. Lemmon Survey            |
| 457927 | 2009 UA101             | 23 d'octubre de 2009   | Mount Lemmon         | Mt. Lemmon Survey            |
| 457928 | 2009 UU103             | 20 de setembre de 2009 | Mount Lemmon         | Mt. Lemmon Survey            |
| 457929 | 2009 UC110             | 23 d'octubre de 2009   | Kitt Peak            | Spacewatch                   |
| 457930 | 2009 UY113             | 4 d'octubre de 2004    | Kitt Peak            | Spacewatch                   |
| 457931 | 2009 UV123             | 26 d'octubre de 2009   | Mount Lemmon         | Mt. Lemmon Survey            |
| 457932 | 2009 UE128             | 25 d'octubre de 2009   | Kitt Peak            | Spacewatch                   |
| 457933 | 2009 UE133             | 21 d'octubre de 2009   | Catalina             | CSS                          |
| 457934 | 2009 UO139             | 20 de setembre de 2009 | Catalina             | CSS                          |
| 457935 | 2009 UN142             | 18 d'octubre de 2009   | Mount Lemmon         | Mt. Lemmon Survey            |
| 457936 | 2009 UW150             | 23 d'octubre de 2009   | Mount Lemmon         | Mt. Lemmon Survey            |
| 457937 | 2009 UL151             | 17 d'octubre de 2009   | Catalina             | CSS                          |
| 457938 | 2009 UL154             | 26 d'octubre de 2009   | Kitt Peak            | Spacewatch                   |
| 457939 | 2009 VG1               | 9 de novembre de 2009  | Tzec Maun            | Chestnov, D., Novichonok, A. |
| 457940 | 2009 VD2               | 9 de novembre de 2009  | Socorro              | LINEAR                       |
| 457941 | 2009 VX2               | 9 de novembre de 2009  | Socorro              | LINEAR                       |
| 457942 | 2009 VC9               | 8 de novembre de 2009  | Mount Lemmon         | Mt. Lemmon Survey            |
| 457943 | 2009 VW11              | 24 d'octubre de 2009   | Kitt Peak            | Spacewatch                   |
| 457944 | 2009 VY15              | 8 de novembre de 2009  | Mount Lemmon         | Mt. Lemmon Survey            |
| 457945 | 2009 VO28              | 24 d'octubre de 2009   | Catalina             | CSS                          |
| 457946 | 2009 VQ31              | 26 d'octubre de 2009   | Kitt Peak            | Spacewatch                   |
| 457947 | 2009 VK32              | 9 de novembre de 2009  | Mount Lemmon         | Mt. Lemmon Survey            |
| 457948 | 2009 VB33              | 9 de novembre de 2009  | Mount Lemmon         | Mt. Lemmon Survey            |
| 457949 | 2009 VT38              | 22 d'octubre de 2009   | Mount Lemmon         | Mt. Lemmon Survey            |
| 457950 | 2009 VY38              | 22 d'octubre de 2009   | Mount Lemmon         | Mt. Lemmon Survey            |
| 457951 | 2009 VB40              | 30 d'octubre de 2009   | Mount Lemmon         | Mt. Lemmon Survey            |
| 457952 | 2009 VG40              | 21 de setembre de 2009 | Mount Lemmon         | Mt. Lemmon Survey            |
| 457953 | 2009 VF46              | 18 d'octubre de 2009   | Mount Lemmon         | Mt. Lemmon Survey            |
| 457954 | 2009 VX53              | 24 d'octubre de 2009   | Kitt Peak            | Spacewatch                   |
| 457955 | 2009 VH54              | 24 d'octubre de 2009   | Kitt Peak            | Spacewatch                   |
| 457956 | 2009 VJ63              | 8 de novembre de 2009  | Kitt Peak            | Spacewatch                   |
| 457957 | 2009 VE65              | 9 de novembre de 2009  | Kitt Peak            | Spacewatch                   |
| 457958 | 2009 VN65              | 22 d'octubre de 2009   | Mount Lemmon         | Mt. Lemmon Survey            |
| 457959 | 2009 VK67              | 9 de novembre de 2009  | Kitt Peak            | Spacewatch                   |
| 457960 | 2009 VU67              | 20 de setembre de 2009 | Mount Lemmon         | Mt. Lemmon Survey            |
| 457961 | 2009 VV69              | 9 de novembre de 2009  | Mount Lemmon         | Mt. Lemmon Survey            |
| 457962 | 2009 VQ70              | 17 d'octubre de 2009   | Mount Lemmon         | Mt. Lemmon Survey            |
| 457963 | 2009 VL78              | 9 de novembre de 2009  | Catalina             | CSS                          |
| 457964 | 2009 VM79              | 10 de novembre de 2009 | Catalina             | CSS                          |
| 457965 | 2009 VB80              | 25 de setembre de 2009 | Catalina             | CSS                          |
| 457966 | 2009 VQ83              | 22 d'octubre de 2009   | Mount Lemmon         | Mt. Lemmon Survey            |
| 457967 | 2009 VZ83              | 9 de novembre de 2009  | Kitt Peak            | Spacewatch                   |
| 457968 | 2009 VR85              | 20 de setembre de 2009 | Mount Lemmon         | Mt. Lemmon Survey            |
| 457969 | 2009 VE88              | 26 d'octubre de 2009   | Mount Lemmon         | Mt. Lemmon Survey            |
| 457970 | 2009 VH88              | 10 de novembre de 2009 | Kitt Peak            | Spacewatch                   |
| 457971 | 2009 VV88              | 27 de setembre de 2009 | Kitt Peak            | Spacewatch                   |
| 457972 | 2009 VO94              | 9 de novembre de 2009  | Kitt Peak            | Spacewatch                   |
| 457973 | 2009 VV94              | 9 de novembre de 2009  | Kitt Peak            | Spacewatch                   |
| 457974 | 2009 VX95              | 21 de setembre de 2009 | Mount Lemmon         | Mt. Lemmon Survey            |
| 457975 | 2009 VG96              | 21 de setembre de 2009 | Mount Lemmon         | Mt. Lemmon Survey            |
| 457976 | 2009 VX104             | 18 d'octubre de 2009   | Socorro              | LINEAR                       |
| 457977 | 2009 VB107             | 8 de novembre de 2009  | Catalina             | CSS                          |
| 457978 | 2009 VE107             | 30 d'octubre de 2009   | Mount Lemmon         | Mt. Lemmon Survey            |
| 457979 | 2009 VD109             | 27 de maig de 2008     | Kitt Peak            | Spacewatch                   |
| 457980 | 2009 VK110             | 10 de novembre de 2009 | Mount Lemmon         | Mt. Lemmon Survey            |
| 457981 | 2009 VS111             | 14 d'octubre de 2009   | Mount Lemmon         | Mt. Lemmon Survey            |
| 457982 | 2009 VY113             | 8 de novembre de 2009  | Kitt Peak            | Spacewatch                   |
| 457983 | 2009 VD114             | 9 de novembre de 2009  | Kitt Peak            | Spacewatch                   |
| 457984 | 2009 VC116             | 10 de novembre de 2009 | Kitt Peak            | Spacewatch                   |
| 457985 | 2009 WG3               | 16 de novembre de 2009 | Mount Lemmon         | Mt. Lemmon Survey            |
| 457986 | 2009 WU9               | 19 de novembre de 2009 | Socorro              | LINEAR                       |
| 457987 | 2009 WC10              | 19 de novembre de 2009 | Socorro              | LINEAR                       |
| 457988 | 2009 WF11              | 19 de novembre de 2009 | Kitt Peak            | Spacewatch                   |
| 457989 | 2009 WV19              | 17 de novembre de 2009 | Kitt Peak            | Spacewatch                   |
| 457990 | 2009 WS28              | 8 de novembre de 2009  | Kitt Peak            | Spacewatch                   |
| 457991 | 2009 WT31              | 8 de novembre de 2009  | Kitt Peak            | Spacewatch                   |
| 457992 | 2009 WF32              | 16 de novembre de 2009 | Kitt Peak            | Spacewatch                   |
| 457993 | 2009 WZ35              | 17 de novembre de 2009 | Kitt Peak            | Spacewatch                   |
| 457994 | 2009 WP37              | 17 de novembre de 2009 | Kitt Peak            | Spacewatch                   |
| 457995 | 2009 WB39              | 17 de novembre de 2009 | Kitt Peak            | Spacewatch                   |
| 457996 | 2009 WP42              | 17 de novembre de 2009 | Mount Lemmon         | Mt. Lemmon Survey            |
| 457997 | 2009 WN62              | 16 de novembre de 2009 | Mount Lemmon         | Mt. Lemmon Survey            |
| 457998 | 2009 WK63              | 16 de novembre de 2009 | Mount Lemmon         | Mt. Lemmon Survey            |
| 457999 | 2009 WK65              | 17 de novembre de 2009 | Kitt Peak            | Spacewatch                   |
| 458000 | 2009 WP65              | 23 d'octubre de 2009   | Mount Lemmon         | Mt. Lemmon Survey            |